# Danh sách nhà soạn nhạc cổ điển

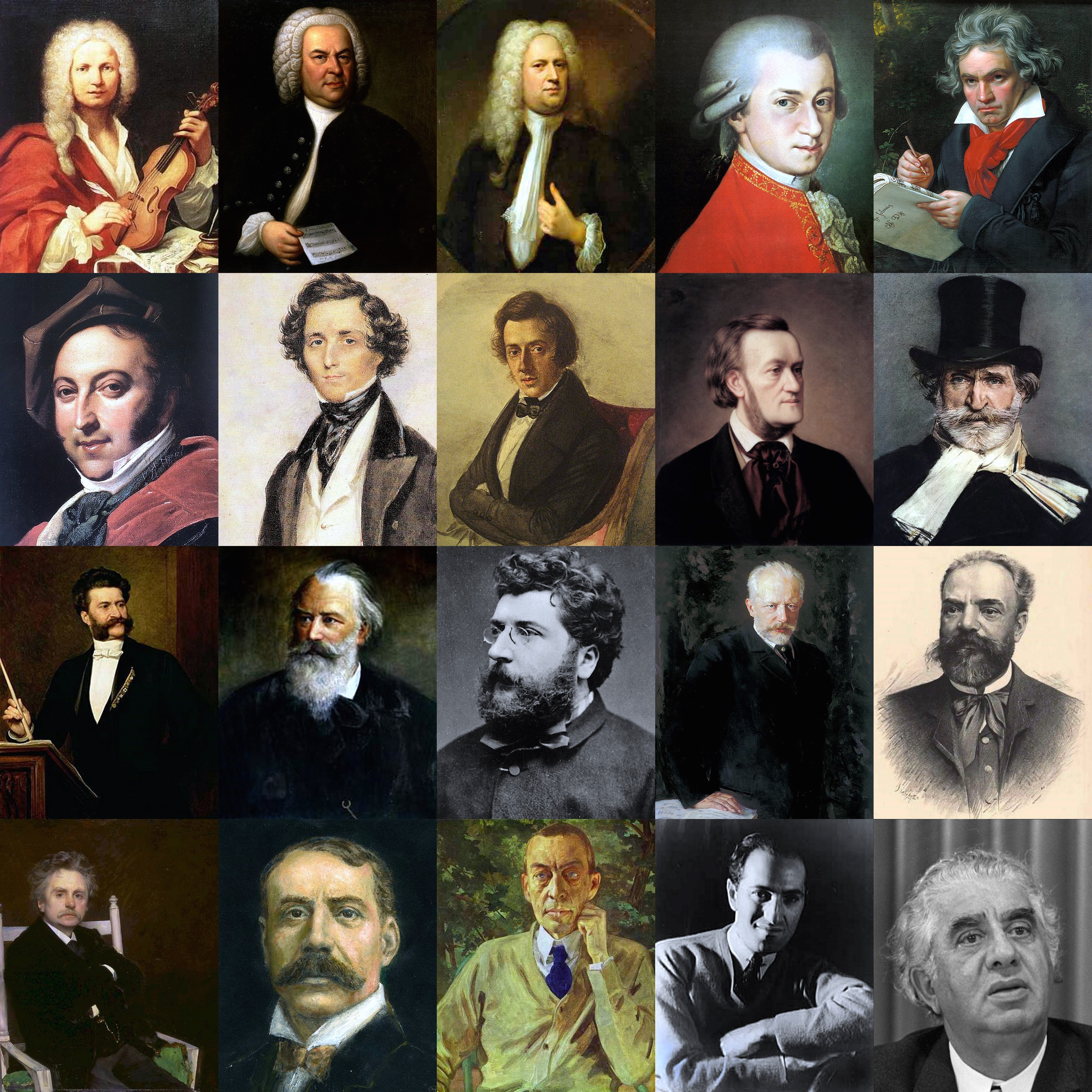
Chân dung một số nhà soạn nhạc cổ điển vĩ đại. Từ trái sang phải: hàng đầu - Antonio Vivaldi, Johann Sebastian Bach, George Frideric Handel, Wolfgang Amadeus Mozart, Ludwig van Beethoven; hàng thứ hai - Gioachino Rossini, Felix Mendelssohn, Frédéric Chopin, Richard Wagner, Giuseppe Verdi; hàng thứ ba - Johann Strauss II, Johannes Brahms, Georges Bizet, Pyotr Ilyich Tchaikovsky, Antonín Dvořák; hàng thứ tư - Edvard Grieg, Edward Elgar, Sergei Rachmaninoff, George Gershwin, Aram Khachaturian

Đây là danh sách những nhà soạn nhạc cổ điển xếp theo giai đoạn. Lưu ý danh sách dưới đây không nêu tất cả các nhà soạn nhạc cổ điển mà chỉ nêu những tác giả có tầm ảnh hưởng lớn đối với từng giai đoạn nói riêng và âm nhạc cổ điển nói chung. Xem dạng biểu đồ tại Biểu đồ niên đại các nhà soạn nhạc cổ điển.

## Giai đoạn Trung cổ (1100 - 1400)
Xem thêm Âm nhạc phương Tây giai đoạn Trung cổ
| Tên                        | Chân dung | Năm sinh      | Năm mất     | Tác phẩm nổi tiếng                                                                      | Ghi chú |
| -------------------------- | --------- | ------------- | ----------- | --------------------------------------------------------------------------------------- | --- |
| Trước 1100                 |           |               |             |                                                                                         | |
| Romanos Người viết nhạc    |           | 490           | 556         |                                                                                         | Một trong những nhà soạn nhạc thánh ca người Hy Lạp xuất sắc nhất, người đã gây ảnh hưởng vào thế kỷ thứ 6, thế kỷ được gọi là "Thời kỳ Vàng" của Đế chế Byzantine |
| Yared                      |           | 525           | 571         |                                                                                         | Nhà soạn nhạc truyền thuyết của Ethiopia, người sáng tạo ra nhạc truyền thống của Chính thống giáo Đông phương và hệ thống ký hiệu âm nhạc của riêng Ethiopia      |
| Khosrovidukht              |           | Thế kỷ 8      | Thế kỷ 8    |                                                                                         | Một trong những nhà soạn nhạc nữ được biết đến sớm nhất |
| Otfrid von Weissenburg     |           | 800           | Sau 870     |                                                                                         | Con người ông với tư cách là một nhà soạn nhạc hiện không rõ ràng, nhưng một vài bản sao chép các bài thơ của ông tồn tại dưới dạng các ký hiệu âm nhạc            |
| Kassia                     |           | 805/810       | Trước 865   |                                                                                         | Một trong những nhà soạn nhạc đầu tiên mà các tác phẩm còn sót lại và có thể được diễn giải bởi các nhà soạn nhạc và học giả hiện đại                              |
| Notker Người nói lắp       |           | 840           | 912         |                                                                                         | Người được chấp nhận là "Thầy tu của Thánh Gall" |
| Stephen xứ Liège           |           | 850           | 920         | In Festi Sanctisissimae Trinitatis                                                      | |
| Odo xứ Cluny               |           | 878           | 942         |                                                                                         | Cha trưởng thứ hai của Cluny |
| Adémar de Chabannes        |           | 989           | 1034        |                                                                                         | Một người làm giả tác phẩm văn học thành công |
| Guido d'Arezzo             |           | 991/992       | Sau 1033    |                                                                                         | Phát triển khuông nhạc, phương tiện ghi âm còn duy trì đến bây giờ                                                                                                 |
| Wipo xứ Burgundy           |           | 995           | 1048        | Gesta Chuonradi II imperatoris                                                          | |
| Hermann xứ Reichenau       |           | 1013          | 1054        | Alma Redemptoris Mater                                                                  | |
| 1100 - 1200                |           |               |             |                                                                                         | |
| Godric xứ Finchale         |           | 1065          | 1170        |                                                                                         | Chưa bao giờ là một người trung thành chính thức |
| Adam của Saint Victor      |           | Thế kỷ 11     | 1146        |                                                                                         | Nhà thơ, nhà soạn nhạc phong phú về thể loại nhạc thánh ca và sequence                                                                                             |
| Jocelin của Soissons       |           | Thế kỷ 11     | 1152        |                                                                                         | Đối thủ triết học của Pierre Abélard |
| Guilhem de Peitieus        |           | 1071          | 1126        |                                                                                         | Là hát rong đầu tiên |
| Hildegard xứ Bingen        |           | 1098          | 1179        |                                                                                         | Nhà soạn nhạc nữ thời kỳ Trung cổ xuất sắc nhất |
| Marcabru                   |           | 1099          | 1130 - 1150 |                                                                                         | |
| Bernard of Cluny           |           | 1100          | 1153        |                                                                                         | |
| Jaufre Rudel               |           | 1113          | 1170        |                                                                                         | |
| Arnaut Guilhem de Marsan   |           | 1116          | 1160 - 1180 |                                                                                         | |
| Bernart de Ventadorn       |           | 1130          | 1190/1200   |                                                                                         | |
| Raimon de Miraval          |           | 1135          | 1220        |                                                                                         | |
| Giraut de Bornelh          |           | 1138          | 1215        |                                                                                         | |
| Beatritz de Dia            |           | 1140          | 1175        |                                                                                         | |
| Raimbaut d'Aurenga         |           | 1147          | 1173        |                                                                                         | |
| Arnaut Daniel              |           | 1150          | 1200        |                                                                                         | |
| Léonin                     |           | 1150          | 1201        |                                                                                         | |
| Raimbaut de Vaqueiras      |           | 1150          | 1207        | Kalenda Maya                                                                            | |
| Richard Tim Sư Tử          |           | 1157          | 1199        |                                                                                         | |
| Gace Brule                 |           | 1160          | 1213        |                                                                                         | |
| Gaucelm Faidit             |           | 1170          | 1202        | S'om pogues partir son voler                                                            | |
| Wolfram von Eschenbach     |           | 1170          | 1220        |                                                                                         | |
| Walther von der Vogelweide |           | 1170          | 1230        | Palästinalied                                                                           | Một trong những Minnesang nổi tiếng nhất |
| Peire Vidal                |           | 1175          | 1205        |                                                                                         | |
| Guilhem Ademar             |           | 1175          | 1217        |                                                                                         | |
| Aimeric de Peguilhan       |           | 1175          | 1230        |                                                                                         | |
| Gautier de Coincy          |           | 1177          | 1236        | Efforcier m'estuet ma voiz                                                              | Một trong những Trouvères nổi tiếng nhất thời Trung cổ |
| 1200 - 1300                |           |               |             |                                                                                         | |
| Peire Cardenal             |           | 1180          | 1278        |                                                                                         | |
| Neidhart von Reuental      |           | 1190          | 1236/1237   | Mayenzît                                                                                | Một trong những Minnesang nổi tiếng nhất |
| Theobald I of Navarre      |           | 1201          | 1253        |                                                                                         | |
| Richard de Fournival       |           | 1201          | 1260        |                                                                                         | |
| Martin Codax               |           | 1210          | 1270        |                                                                                         | |
| Alfonso el Sabio           |           | 1221          | 1284        | Cantigas de Santa Maria (Cantiga 26, Cantiga 77, Cantiga 119, Cantiga 166, Cantiga 384) | Một trong những Trovadorismo nổi tiếng nhất |
| Konrad von Würzburg        |           | 1230          | 1287        |                                                                                         | |
| Guiraut Riquier            |           | 1230          | 1292        |                                                                                         | |
| Adam de la Halle           |           | 1237          | 1288        | Or est Bayard                                                                           | Một trong những Trouvères nổi tiếng với phong cách Ars Antiqua |
| Meister Rumelant           |           | 1243          | 1286/1287   |                                                                                         | |
| Franco of Cologne          |           | thế kỷ XIII   | thế kỷ XIII |                                                                                         | |
| 1300 - 1400                |           |               |             |                                                                                         | |
| John Koukouzelis           |           | 1280          | 1360        |                                                                                         | Là nhà cải cách của âm nhạc lễ giáo Chính thống giáo Đông phương                                                                                                   |
| Philippe de Vitry          |           | 1291          | 1361        |                                                                                         | Sáng tạo ra ars nova |
| Guillaume de Machaut       |           | 1300          | 1377        | Douce dame jolie, Je vivroie liement, Quant je suis mis au retour                       | Nhà soạn nhạc nổi tiếng nhất với các phong cách cuối thời trung cổ đầu thời phục hưng như Ars nova, Rondeau, Virelai, Ballade                                      |
| Lorenzo da Firenze         |           | 1325          | 1386        |                                                                                         | |
| Francesco Landini          |           | 1325          | 1397        |                                                                                         | Nhà soạn nhạc nổi tiếng nhất với phong cách Trecento |
| Jacopo da Bologna          |           | 1340          | 1386        |                                                                                         | |
| Antonio Zacara da Teramo   |           | 1350          | 1413/1416   |                                                                                         | |
| Paolo da Firenze           |           | 1355          | 1436        |                                                                                         | |
| Hugo von Montfort          |           | 1357          | 1423        |                                                                                         | |
| Johannes Ciconia           |           | 1370          | 1412        |                                                                                         | |
| Leonel Power               |           | 1370 đến 1385 | 1445        |                                                                                         | Cùng với Dunstaple trở thành những hình mẫu lớn của âm nhạc Anh thế kỷ 15                                                                                          |
| Franciscus Andrieu         |           | 1377          | 1400        |                                                                                         | |
| Oswald von Wolkenstein     |           | 1376/1377     | 1445        | Wer die Ougen will verschüren                                                           | Một trong những Minnesang cuối cùng |

## Giai đoạn Phục hưng (1400 - 1600)
Xem thêm Âm nhạc phương Tây giai đoạn Phục hưng
| Tên                              | Chân dung | Năm sinh                  | Năm mất                 | Tác phẩm nổi tiếng                      | Ghi chú |
| -------------------------------- | --------- | ------------------------- | ----------------------- | --------------------------------------- | --- |
| 1400 - 1500                      |           |                           |                         |                                         | |
| Baude Cordier                    |           | 1380                      | Trước 1440              |                                         | Các tác phẩm của ông được nhắc đến như là những ví dụ hàng đầu của phong cách ars subtilior                                                                                       |
| Pierre Fontaine                  |           | 1380                      | 1450                    |                                         | |
| Jacob Senleches                  |           | ?                         | 1395                    | La harpe de melodie                     | |
| John Dunstaple                   |           | 1390                      | 1453                    |                                         | Là một trong những nhà soạn nhạc nổi tiếng nhất đầu thế kỷ 15 |
| Antonio da Cividale              |           | 1392                      | 1421                    |                                         | |
| Guillaume Dufay                  |           | 1397                      | 1474                    |                                         | Là nhà soạn nhạc hàng đầu châu Âu giữa thế kỷ 15 |
| Byttering                        |           | ?                         | 1420                    |                                         | |
| Jacobus Vide                     |           | ?                         | 1433                    |                                         | |
| Johannes Cesaris                 |           | ?                         | 1417                    |                                         | |
| Gilles Binchois                  |           | 1400                      | 1460                    | Liement me deport                       | Là một trong những thành viên sớm nhất của Trường phái Burgundian và là một trong ba nhà soạn nhạc nổi tiếng nhất đầu thế kỷ 15                                                   |
| Johannes Ockeghem                |           | 1410                      | 1497                    |                                         | Thành viên của trường phái Những người Hà Lan |
| Johannes Fedé                    |           | 1415                      | 1477?                   |                                         | |
| Estienne Grossin                 |           | 1418                      | 1421                    |                                         | |
| Hugo de Lantins                  |           | 1420                      | 1430                    |                                         | |
| Arnold de Lantins                |           | 1423                      | 1432                    |                                         | |
| Gilles Joye                      |           | 1424/1425                 | 1483                    |                                         | Thành viên của Trường phái Những người Hà Lan và Trường phái Burgundy |
| Reginaldus Libert                |           | 1425                      | 1435                    |                                         | |
| Walter Frye                      |           | ?                         | 1474?                   |                                         | |
| Antoine Busnois                  |           | 1430                      | 1492                    |                                         | Là một trong những nhà soạn nhạc có danh tiếng nhất của thể loại chanson, đồng thời là hình mẫu của cuối thời kỳ của Trường phái Burgundian sau cái chết của Dufay                |
| Loyset Compère                   |           | 1445                      | 1518                    |                                         | Một trong những nhà soạn nhạc quan trọng nhất của motet và chanson đương thời và một trong những nhà soạn nhạc đầu tiên đưa phong cách Phục hưng Ý vào âm nhạc Pháp               |
| Alexander Agricola               |           | 1446                      | 1506                    |                                         | |
| Philippe Basiron                 |           | 1449                      | 1491                    |                                         | |
| Heinrich Isaac                   |           | 1450                      | 1517                    |                                         | |
| Josquin des Prez                 |           | 1450                      | 1521                    |                                         | Nhà soạn nhạc lớn nhất của trường phái Những người Hà Lan |
| Pierre de la Rue                 |           | 1452                      | 1518                    |                                         | Trở thành một trong những nhà soạn nhạc nổi tiếng nhất và có ảnh hưởng nhất trong phong cách phức điệu Hà Lan thập niên 1500                                                      |
| Jacob Obrecht                    |           | 1457                      | 1505                    |                                         | Thành viên của trường phái Những người Hà Lan |
| Jacobus Barbireau                |           | 1455                      | 1491                    |                                         | |
| Adrien Basin                     |           | 1457-1476                 | Sau 1498                |                                         | |
| Jean Mouton                      |           | 1459                      | 1522                    |                                         | Được biết đến bởi những bản motet, những tác phẩm được coi là tinh tế nhất đương thời                                                                                             |
| Antoine Brumel                   |           | 1460                      | 1512/1513               |                                         | Là một trong những nhà soạn nhạc ảnh hưởng nhất của thế hệ mình |
| Pedro de Escobar                 |           | 1465                      | Sau 1535                |                                         | |
| Jehan Fresneau                   |           | ?                         | 1505                    |                                         | |
| Antoine de Févin                 |           | 1470                      | Cuối 1511 hoặc đầu 1512 |                                         | Chia sẻ nhiều nét về âm nhạc với Josquin des Prez |
| Marchetto Cara                   |           | 1470                      | Khoảng 1525             |                                         | |
| Antonius Divitis                 |           | 1470                      | 1530                    |                                         | Là nhà soạn nhạc quan trọng trong sự phát triển của thể loại hợp xướng nhại |
| Vincenzo Capirola                |           | 1474                      | Sau 1548                |                                         | |
| Philippe Verdelot                |           | 1475/1480-1485            | 1530-1532               |                                         | Được coi là cha đẻ của madrigal Ý, là một trong những nhà soạn nhạc sáng tác nhiều nhất của thể loại này                                                                          |
| Noel Bauldeweyn                  |           | 1480                      | 1513                    |                                         | Người có danh tiếng lớn cho đến giữa thế kỷ 16 |
| Marco Dall'Aquila                |           | 1480                      | Sau 1538                |                                         | |
| Jean Richafort                   |           | 1480                      | 1547                    | Requiem in memoriam Josquin des Prez    | |
| Mateo Flecha                     |           | 1481                      | 1553                    |                                         | |
| Francisco de la Torre            |           | 1483                      | 1504                    |                                         | |
| Martin Agricola                  |           | 1486                      | 1556                    |                                         | |
| Arnold von Bruck                 |           | 1490                      | 1554                    |                                         | |
| Claudin de Sermisy               |           | 1490                      | 1562                    |                                         | |
| Adrian Willaert                  |           | 1490                      | 1562                    |                                         | Người sáng lập ra trường phái Venice |
| Henry VIII của Anh               |           | 1491                      | 1547                    |                                         | |
| Francesco de Layolle             |           | 1492                      | 1540                    |                                         | |
| Pierre Attaingnant               |           | 1494                      | 1551/1552               | Tourdion                                | |
| Costanzo Festa                   |           | 1495                      | 1545                    |                                         | |
| Nicolas Gombert                  |           | 1495                      | 1560                    |                                         | Một trong những nhà soạn nhạc nổi tiếng nhất và có ảnh hưởng nhất giữa des Prez và Palestrina                                                                                     |
| Mattio Rampollini                |           | 1497                      | 1553                    |                                         | |
| Hans Gerle                       |           | 1498/1500                 | 1570                    |                                         | |
| 1500 - 1600                      |           |                           |                         |                                         | |
| Cristóbal de Morales             |           | 1500                      | 1553                    |                                         | Nhà soạn nhạc Tây Ban Nha quan trọng nhất trước Victoria |
| Robert Johnson                   |           | 1500                      | 1560                    |                                         | |
| Hilaire Penet                    |           | 1501?                     | ?                       |                                         | |
| Thomas Crecquillon               |           | 1505                      | 1557                    |                                         | Được xác định là thành viên của trường phái Những người Hà Lan |
| Christopher Tye                  |           | 1505                      | 1572                    |                                         | |
| Thomas Tallis                    |           | 1505                      | 1585                    |                                         | Một trong những nhà soạn nhạc Anh lớn nhất |
| Johannes Lupi                    |           | 1506                      | 1539                    |                                         | |
| Bálint Bakfark                   |           | 1507                      | 1576                    |                                         | |
| Joan Ambrosio Dalza              |           | 1508                      | ?                       |                                         | |
| Antonio Gardano                  |           | 1509                      | 1569                    |                                         | |
| Pierre de Manchicourt            |           | 1510                      | 1564                    |                                         | Là một ví dụ xuất sắc cho các nhà soạn nhạc xứ Pháp-Flem |
| Diego Ortiz                      |           | 1510                      | 1570                    | Recercada primera                       | |
| Jacob Clemens non Papa           |           | 1510/1515                 | 1555/1556               |                                         | |
| Pierre de Manchicourt            |           | 1510                      | 1564                    |                                         | Thành viên của Trường phái Những người Hà Lan |
| Tielman Susato                   |           | 1510/1515                 | 1570                    | Bergerette                              | |
| Nicolas Payen                    |           | 1512                      | 1559                    |                                         | |
| Hubert Naich                     |           | 1513                      | 1546                    |                                         | |
| Claude Goudimel                  |           | 1514/1520                 | 1572                    |                                         | |
| Cipriano de Rore                 |           | 1515/1516                 | 1565                    |                                         | Thành viên Trường phái Những người Hà Lan |
| António Carreira                 |           | 1515/1520/1530            | 1597                    |                                         | |
| Hubert Waelrant                  |           | 1517                      | 1595                    |                                         | |
| Vincenzo Galilei                 |           | 1520                      | 1591                    |                                         | Cha của Galileo Galilei |
| Giovanni Pierluigi da Palestrina |           | 1525/1526                 | 1594                    |                                         | Nhà soạn nhạc lớn cuối thời kỳ Phục hưng Ý, nhà soạn nhạc thế kỷ 16 được biết đến nhiều nhất của Trường phái Rome và là một trong ba nhà soạn nhạc quan trọng nhất cuối thế kỷ 16 |
| Claude Le Jeune                  |           | 1528 đên 1530             | 1600                    |                                         | Thành viên Trường phái Những người Hà Lan |
| Andrea Gabrieli                  |           | 1532/1533                 | 1585                    |                                         | Bác của Giovanni Gabrielli, là thành viên đầu tiên của trường phái Venice có danh tiếng thế giới                                                                                  |
| Orlande de Lassus                |           | 1532, cũng có thể là 1530 | 1594                    |                                         | Thành viên của Trường phái Những người Hà Lan, một trong ba nhà soạn nhạc quan trọng nhất cuối thế kỷ 16                                                                          |
| Giaches de Wert                  |           | 1535                      | 1596                    |                                         | Là một trong những người đi tiên phong trong thể loại madrigal cuối thời kỳ Phục hưng                                                                                             |
| Cesare Negri                     |           | 1535                      | 1605                    |                                         | Người đặt nền móng cho ballet |
| William Byrd                     |           | 1539/1540/1543            | 1623                    |                                         | Nhà soạn nhạc Phục hưng Anh lớn nhất |
| Jhan Gero                        |           | ?                         | 1555                    |                                         | Một người hay luyện tập các note nere |
| John Johnson                     |           | 1545                      | 1594                    | Greensleeves                            | |
| Luzzasco Luzzaschi               |           | 1545                      | 1607                    |                                         | |
| Cristofano Malvezzi              |           | 1547                      | 1599                    |                                         | |
| Tomás Luis de Victoria           |           | 1548                      | 1611                    |                                         | Một trong ba nhà soạn nhạc quan trọng nhất cuối thế kỷ 16, một trong những nhà soạn nhạc quan trong nhất của Phong trào Phản Cải cách                                             |
| Giovanni de Macque               |           | 1548/1550                 | 1614                    |                                         | Một trong những nhà soạn nhạc Napoli nổi tiếng nhât cuối thế kỷ 16 |
| Giovanni de Macque               |           | 1550/1550                 | 1614                    |                                         | Một trong những nhà soạn nhạc của Napoli thế kỷ 16 nổi tiếng nhất |
| Jacobus Gallus                   |           | 1550                      | 1591                    |                                         | Người tạo sự dung hòa giữa hai trường phái Franco-Flemish và Venetian |
| Giulio Caccini                   |           | 1551                      | 1618                    |                                         | Một trong những nhà soạn nhạc tạo nên opera, một trong những người có ảnh hưởng nhất của phong cách Baroque                                                                       |
| Girolamo Belli                   |           | 1552                      | 1620                    |                                         | Gần gũi với trường phái Ferrera |
| Simon Moreau                     |           | 1553                      | 1558                    | Vous Seulement and Sancta et immaculata | |
| Luca Marenzio                    |           | 1553/1554                 | 1599                    |                                         | Các tác phẩm madrigal của ông được xếp vào hàng những tác phẩm đẹp nhất của madrigal Ý cuối thế kỷ XVI                                                                            |
| Giovanni Gabrieli                |           | 1554/1557                 | 1612                    |                                         | Cháu của Andrea Gabrielli |
| Thomas Morley                    |           | 1557/1558                 | 1602                    |                                         | |
| William Brade                    |           | 1560                      | 1630                    |                                         | |
| Philippe Rogier                  |           | 1561                      | 1596                    |                                         | Một trong những thành viên cuối cùng của Trường phái Những người Hà Lan |
| Jacopo Peri                      |           | 1561                      | 1633                    |                                         | |
| Jan Pieterszoon Sweelinck        |           | 1562                      | 1621                    |                                         | |
| John Bull                        |           | 1562/1563                 | 1628                    |                                         | |
| John Dowland                     |           | 1563                      | 1626                    | The earl of essex galliard              | Một trong những nghệ sĩ đàn luýt nổi tiếng nhất |
| Hans Leo Hassler                 |           | 1564                      | 1612                    |                                         | Anh trai của Jakob Hassler |
| Kryštof Harant                   |           | 1564                      | 1621                    |                                         | |
| John Danyel                      |           | 1564                      | 1626                    | Songs for the Lute, Viol and Voice      | |
| Carlo Gesualdo                   |           | 1566                      | 1613                    |                                         | Nổi tiếng bởi đã giết vợ và người tình |
| Thomas Campion                   |           | 1567                      | 1620                    | Fain would I wed, My love hath vowed    | |
| Claudio Monteverdi               |           | 1567                      | 1643                    |                                         | Có những khuynh hướng đầu tiên của nhạc Baroque |
| Adriano Banchieri                |           | 1568                      | 1634                    |                                         | Tạo nên bước ngoặt cho thể loại giao hưởng |
| Jakob Hassler                    |           | 1569                      | 1622                    |                                         | Em trai của Hans Leo Hassler |
| Tobias Hume                      |           | 1569                      | 1645                    |                                         | |
| Jonh Cooper                      |           | 1570                      | 1626                    |                                         | |
| Salamone Rossi                   |           | 1570                      | 1630                    |                                         | Nhân vật chuyển tiếp giữa Phục hưng và Baroque |
| Michael Praetorius               |           | 1571                      | 1621                    | Bransle de la torche                    | |
| Thomas Weelkes                   |           | 1576                      | 1623                    |                                         | Một trong những nhà soạn nhạc quan trọng nhất của madrigal |

## Giai đoạn Baroque (1600 - 1750)
Xem thêm Âm nhạc phương Tây giai đoạn Baroque
| Tên                                 | Chân dung            | Năm sinh       | Năm mất        | Tác phẩm nổi tiếng | Ghi chú |
| ----------------------------------- | -------------------- | -------------- | -------------- | --- | --- |
| 1600 - 1650                         |                      |                |                | | |
| Johannes Hieronymus Kapsberger      |                      | 1580           | 1651           | | |
| Bellerofonte Castaldi               |                      | 1581           | 1649           | | |
| Thomas Simpson                      |                      | 1582           | 1628           | | |
| Orlando Gibbons                     |                      | 1583           | 1625           | | Nhà soạn nhạc Anh hàng đầu ở nửa đầu thế kỷ XVII |
| Robert Johnson                      |                      | 1583           | 1634           | | ông là con nhà soạn nhạc John Johnson |
| Nicolas Vallet                      |                      | 1583           | 1642           | Le Secret des Muses | Có thể là một trong những người đầu tiên giới thiệu sự hoa mĩ của Tablature |
| Girolamo Frescobaldi                |                      | 1583           | 1643           | | Một trong những nhà soạn nhạc cuối cùng của thời kỳ Phục Hưng. Ông là nghệ sĩ đàn organ vĩ đại nhất đương thời                                                                                                 |
| Antonio Cifra                       |                      | 1584           | 1629           | | Là một trong những nhà soạn nhạc quan trọng trong sự chuyển giao giữa phong cách Phục hưng và Baroque |
| Heinrich Schütz                     |                      | 1585           | 1672           | | Nhà soạn nhạc quan trọng nhất của Đức trước J.S.Bach về thể loại thanh xướng kịch tôn giáo |
| Johann Schein                       |                      | 1586           | 1630           | | Là một trong những người đầu tiên đưa phong cách Ý vào âm nhạc Đức |
| Samuel Scheidt                      |                      | 1587           | 1654           | | |
| Nicholas Lanier                     |                      | 1588           | 1666           | | |
| Francesco Turini                    |                      | 1589/1595      | 1656           | | |
| Thomas Ravenscroft                  |                      | 1590           | 1635           | A round of three country dance in one, Remember O thou man                                                                     | Là nhà soạn nhạc làm sống lại phong cách Nhạc dân gian Anh Quốc |
| Jacob van Eyck                      |                      | 1590           | 1657           | | Một trong những nhà soạn nhạc nổi tiếng nhất ở Hà Lan thế kỷ XVII |
| Robert Dowland                      |                      | 1591           | 1641           | | Ông là con của nhà soạn nhạc John Dowland |
| John Jenkins                        |                      | 1592           | 1678           | | |
| Johann Ulrich Steigleder            |                      | 1593           | 1635           | | Là người được tưởng nhớ nhiều nhất trong gia đình Steigleder |
| Orazio Michi                        |                      | 1594           | 1641           | | Được mệnh danh là "của hạc cầm" |
| John Wilson                         |                      | 1595           | 1674           | | |
| Luigi Rossi                         |                      | 1597           | 1653           | | |
| Thomas Selle                        |                      | 1599           | 1663           | | |
| Simon Ives                          |                      | 1600           | 1662           | | |
| Michelangelo Rossi                  |                      | 1601/1602      | 1656           | | |
| William Lawes                       |                      | 1602           | 1645           | | |
| Francesco Cavalli                   |                      | 1602           | 1676           | | |
| João IV của Bồ Đào Nha              |                      | 1603           | 1656           | | |
| François Dufault                    |                      | 1604?          | 1672?          | | |
| Antonio Bertali                     |                      | 1605           | 1669           | | |
| Michel de La Guerre                 |                      | 1605/1606      | 1679           | | |
| Giovanni Battista Riccio            |                      | 1609           | 1621           | | |
| William Corkine                     |                      | 1610           | 1617           | | |
| Leonora Baroni                      |                      | 1611           | 1670           | | |
| Thomas Mace                         |                      | 1612/1613      | 1706           | | |
| Jean-Baptiste Boësset               |                      | 1614           | 1685           | | |
| Francesco Corbetta                  |                      | 1615           | 1681           | | Nhà soạn nhạc Ý thế kỷ XVII nổi tiếng nhất về guitar |
| Maurizio Cazzati                    |                      | 1616           | 1678           | | |
| Abraham van den Kerckhoven          |                      | 1618           | 1701           | | |
| José Marín                          |                      | 1619           | 1699           | | |
| Giovanni Battista Granata           |                      | 1620/1621      | 1687           | | Nhà soạn nhạc sáng tác nhiều nhất thế kỷ XVII |
| Albertus Bryne                      |                      | 1621           | 1668           | | |
| Ercole Bernabei                     |                      | 1622           | 1687           | | |
| Dietrich Becker                     |                      | 1623           | 1687           | | |
| François Roberday                   |                      | 1624           | 1680           | | Một trong những nhà soạn nhạc Pháp tiêu biểu cuối cùng của nhạc phức điệu |
| David Pohle                         |                      | 1624           | 1695           | | |
| Jacques Gallot                      |                      | 1625           | 1695           | | |
| Louis Couperin                      |                      | 1626           | 1661           | | Ông là ông nội của François Couperin |
| Charles Mouton                      |                      | 1626           | 1710           | | |
| Johann Caspar Kerll                 |                      | 1627           | 1693           | | |
| Robert Cambert                      |                      | 1628           | 1677           | | |
| Lelio Colista                       |                      | 1629           | 1680           | | |
| 1650 - 1700                         |                      |                |                | | |
| Antonio Sartorio                    |                      | 1630           | 1680           | | |
| Thomas Baltzar                      |                      | 1630/1631      | 1693           | | |
| Jean-Baptiste Lully                 |                      | 1632           | 1687           | Marche pour la cérémonie des Turcs, Marche Royale, Fanfare for the royal tournament                                            | Người mở đường cho thể loại ballet Pháp, người đặt nền móng cho opera dân tộc của Pháp |
| Pavel Josef Vejvanovský             |                      | 1633/1639/1640 | 1693           | | |
| Antonio Draghi                      |                      | 1634           | 1700           | | Là một trong những nhà soạn nhạc sáng tác phong phú nhất trong thời đại của ông |
| Johann Wilhelm Furchheim            |                      | 1635           | 1682           | | |
| Esaias Reusner                      |                      | 1636           | 1679           | | Được coi là một trong những người có kỹ thuật đàn lute tốt nhất trong thời gian ông sống |
| Dieterich Buxtehude                 |                      | 1637/1639      | 1707           | | Được coi là một trong những nhà soạn nhạc quan trọng nhất ở Đức giữa thời kỳ âm nhạc Baroque |
| Gaspar Sanz                         |                      | 1640           | 1710           | | |
| Marc-Antoine Charpentier            |                      | 1643           | 1704           | Te Deum | |
| Heinrich Ignaz Franz Biber          |                      | 1644           | 1704           | | Một trong những nhà soạn nhạc quan trọng nhất của violin |
| Johann Ambrosius Bach               |                      | 1645           | 1695           | | Cha của Johann Sebastian Bach |
| Johann Theile                       |                      | 1646           | 1724           | Adam und Eva, Der erschaffene, gefallene und aufgerichtete Mensch                                                              | |
| Johann Michael Bach                 |                      | 1648           | 1694           | | Anh trai của Johann Chritoph Bach, cha vợ của Johann Sebastian Bach. Thỉnh thoảng được gọi là "Bach Gehren" |
| Jacques Boyvin                      |                      | 1649           | 1706           | Traité abrégé de l'accompagnement                                                                                              | |
| Robert de Visée                     |                      | Thập niên 1650 | Thập niên 1730 | | Được gọi là Thầy giáo guitar của vua |
| Johann Jakob Walther                |                      | 1650           | 1717           | Scherzi da Violino solo con il basso continuo, Hortulus chelicus                                                               | |
| Jean-François Lalouette             |                      | 1651           | 1728           | Menuet pour le premier dessus                                                                                                  | |
| Johann Philipp Förtsch              |                      | 1652           | 1732           | | Còn là chính trị gia và bác sĩ |
| Georg Muffat                        |                      | 1653           | 1704           | | |
| Johann Pachelbel                    |                      | 1653           | 1706           | Canon in D | Âm nhạc của ông là mẫu hình của vùng trung và nam Đức |
| Arcangelo Corelli                   |                      | 1653           | 1713           | Concerto grosso | Phát triển khái niệm concerto |
| Vincent Lübeck                      |                      | 1654           | 1740           | | Đã từng chơi những cây đài đại phong cầm lớn nhất đương thời |
| Sébastien de Brossard               |                      | 1655           | 1730           | Lamentations du prophète Jérémie                                                                                               | |
| Marin Marais                        |                      | 1656           | 1728           | | |
| Johann Caspar Ferdinand Fischer     |                      | 1656           | 1746           | | Được Johann Nikolaus Forkel đánh giá là một trong những nhà soạn nhạc lớn nhất về thể loại đàn phím trong thời của Fischer, tuy nhiên do các tác phẩm của ông ít được lưu trữ nên âm nhạc của ông ít được nghe |
| Giuseppe Torelli                    |                      | 1658           | 1709           | | Là người thời Baroque có sáng tác phong phú nhất cho trumpet |
| Henry Purcell                       |                      | 1659           | 1695           | Rondo | Đại diện lớn nhất của âm nhạc kinh điển Anh, người đặt nền móng cho opera Anh |
| Rosa Giacinta Badalla               |                      | 1660           | 1710           | Vuò cercando, O fronde care | |
| Alessandro Scarlatti                |                      | 1660           | 1725           | | Đưa thể loại opera Ý thời kỳ Baroque lên đỉnh cao, là một trong những đại diện lớn nhất của trường phái opera Napoli                                                                                           |
| Johann Joseph Fux                   |                      | 1660           | 1741           | | Các tác phẩm của ông mang ơn cho cơ sở cho các tác phẩm hiện đại sử dụng nhạc đối âm thời Baroque và các bài giảng âm nhạc                                                                                     |
| André Campra                        |                      | 1660           | 1744           | | Một trong những nhà soạn nhạc hàng đầu trong thời kỳ giữa Lully và Rameau |
| Francesco Gasparini                 |                      | 1661           | 1727           | Missa canonica | |
| Angiola Teresa Moratori Scanabecchi |                      | 1662           | 1708           | | Còn là một họa sĩ |
| Tomaso Antonio Vitali               |                      | 1663           | 1745           | Chaconne in G minor | |
| Louis Lully                         |                      | 1664           | 1734           | | Con cả của Jean-Baptiste Lully và anh của Jean-Louis Lully |
| Filippo Amadei                      |                      | 1665           | 1730           | | Được mệnh danh là Pippo del Violoncello |
| Michelangelo Faggioli               |                      | 1666           | 1733           | La Cilla | |
| Jean-Louis Lully                    |                      | 1667           | 1688           | | Con út của Jean-Baptiste Lully |
| François Couperin                   |                      | 1668           | 1733           | Les Barricades Mistérieuses | Có những khuynh hướng âm nhạc mới, ảnh hưởng tới thời kỳ âm nhạc Cổ điển, người được mệnh danh là Couperin Lớn                                                                                                 |
| Louis Marchand                      |                      | 1669           | 1732           | | |
| Andreas Armsdorff                   |                      | 1670           | 1699           | Allein Gott in der Höh, Es spricht der Unweisen Mund, (Allein zu dir, Herr Jesu Christ                                         | |
| Johann Christoph Bach               |                      | 1671           | 1721           | | Anh trai của Johann Sebastian Bach |
| Tomaso Albinoni                     |                      | 1671           | 1741           | Adagio in G minor | |
| Carlo Agostino Badia                |                      | 1672           | 1738           | La ninfa Apollo, Amor che vince lo sdegno, ovvero Olimpia placata, La Rosaura, ovvero Amore figlio della gratitudine           | |
| Santiago de Murcia                  |                      | 1673           | 1739           | | Một trong những nghệ sĩ guitar hàng đầu thế kỷ XVIII |
| Reinhard Keiser                     |                      | 1674           | 1739           | | |
| 1700 - 1750                         |                      |                |                | | |
| Evaristo Felice Dall'Abaco          |                      | 1675           | 1742           | | Âm nhạc chịu ơn của Vivaldi và Corelli |
| Christian Petzold                   |                      | 1677           | 1733           | Minute in G major | |
| Nicola Fago                         |                      | 1677           | 1745           | Alla gente a Dio diletta | |
| Antonio Vivaldi                     |                      | 1678           | 1741           | The four seasons, Siciliano, Gloria, Stabat Mater                                                                              | Một trong nhà soạn nhạc Ý vĩ đại nhất mọi thời đại,là một trong những người đặt nền móng cho thể loại concerto grosso, được mệnh danh là thầy tu đỏ vì mái tóc màu đỏ                                          |
| Jan Dismas Zelenka                  | Tập tin:Zelenka1.jpg | 1679           | 1745           | | |
| Pietro Filippo Scarlatti            |                      | 1679           | 1750           | | |
| Georg Philipp Telemann              |                      | 1681           | 1767           | | Bậc thầy của âm nhạc Baroque, là một trong những người có sáng tác phong phú nhất trong lịch sử |
| Johann Jacob Bach                   |                      | 1682           | 1722           | | Anh trai của Johann Sebastian Bach |
| Jean-Joseph Mouret                  |                      | 1682           | 1738           | Rondeau | |
| Johann David Heinichen              |                      | 1683           | 1729           | | Âm nhạc của ông bị lãng quên trong một thời gian dài |
| Jean-Philippe Rameau                |                      | 1683           | 1764           | Les Indes Galantes | |
| Johann Gottfried Walther            |                      | 1684           | 1748           | | Người họ hàng xa nổi tiếng của Bach |
| Johann Sebastian Bach               |                      | 1685           | 1750           | Air On A G string, Badinerie, Brandenburg Concertos, Cello suite No.1, Goundo judex Mors et Vita, Toccata and Fugue in D minor | Chàng trai khổng lồ của âm nhạc phương Tây |
| Domenico Scarlatti                  |                      | 1685           | 1757           | | |
| George Frideric Handel              |                      | 1685           | 1759           | Hallelujah, Music for the Royal Fireworks, Sarabande, Water music                                                              | Nhà soạn nhạc Anh gốc Đức lớn nhất đến hiện tại |
| Benedetto Marcello                  |                      | 1686           | 1739           | | |
| Nicola Porpora                      |                      | 1686           | 1768           | In braccio a mille furie, Quel vasto, quel fiero                                                                               | |
| Domenico Zipoli                     |                      | 1688           | 1726           | | Được nhắc đến là nhạc sĩ tài năng nhất trong các nhà truyền dòng thuộc dòng Tên |
| Wilhelm Hieronymus Pachelbel        |                      | 1686           | 1764           | | Con trai lớn của Johann Pachelbel |
| Sylvius Leopold Weiss               |                      | 1687           | 1750           | | Là nghệ sĩ đàn luýt thời baroque tài năng nhất |
| Jacques Aubert                      |                      | 1689           | 1753           | | Chịu ảnh hưởng từ âm nhạc Ý, đồng thời làm nổi bật yếu tố Pháp trong âm nhạc |
| Francesco Barsanti                  |                      | 1690           | 1775           | 6 Recorder Sonatas, Op.1 | |
| Francesco Feo                       |                      | 1691           | 1761           | L'amor tirannico, ossia Zenobia, Lucio Papirio, La forza della virtù                                                           | |
| Giuseppe Tartini                    |                      | 1692           | 1770           | Violin sonata in G minor | |
| Laurent Belissen                    |                      | 1693           | 1762           | | Hầu như âm nhạc đều bị mất hoặc không được ghi vào bất kỳ danh mục nào |
| Johan Helmich Roman                 |                      | 1694           | 1758           | | Được mệnh danh là Handel của Thụy Điển |
| Pietro Locatelli                    |                      | 1695           | 1764           | | |
| Johann Melchior Molter              |                      | 1696           | 1765           | | Một trong những bản concerto dành cho trumpet của ông đã trở thành bản nhạc chính của kênh Washington Journal của C-SPAN                                                                                       |
| Jean-Marie Leclair                  |                      | 1697           | 1764           | | Nhà soạn nhạc tiêu biểu cho phong cách galant |
| Johann Joachim Quantz               |                      | 1697           | 1773           | | Có nhiều cải tiến trong kỹ thuật chơi flute |
| Riccardo Broschi                    |                      | 1698           | 1756           | | |
| Jan Zach                            |                      | 1699           | 1773           | | Nhà soạn nhạc Cộng hòa Séc thuộc thời kỳ Baroque lớn nhất |
| Johann Adolph Hasse                 |                      | 1699           | 1783           | | |
| Giovanni Battista Sammartini        |                      | 1700           | 1775           | | |
| Johann Ernst Eberlin                |                      | 1702           | 1762           | | Người chuyển giao phong cách Baroque và Cổ điển |
| Johann Gottlieb Graun               |                      | 1703           | 1771           | | Người viết các bản giao hưởng ba chương với sự tương phản trong chủ đề và sự biểu diễn cảm xúc mạnh mẽ |
| Carlos Seixas                       |                      | 1704           | 1742           | | Âm nhạc của ông là sự chuyển tiếp giữa phong cách Baroque thế kỷ 17 và phong cách galant thế kỷ 18 |
| Carlo Cecere                        |                      | 1706           | 1761           | | Người chuyển giao phong cách Baroque và Cổ điển |
| Christoph Schaffrath                |                      | 1709           | 1763           | | Người chuyển giao phong cách Baroque và Cổ điển |
| Franz Xaver Richter                 |                      | 1697           | 1789           | | Là nhà soạn nhạc truyền thống nhất trong thế hệ đầu tiên của trường phái Mannheim |
| Giovanni Battista Pergolesi         |                      | 1710           | 1736           | Stabat Mater | Duy trì sự hưng thịnh của nghệ thuật opera Ý cuối thời Baroque trước khi nó bị suy yếu |
| Domenico Alberti                    |                      | 1710           | 1740           | | |

## Giai đoạn Cổ điển (1735 - 1835)
Xem thêm Âm nhạc phương Tây giai đoạn Cổ điển
| Tên                             | Chân dung | Năm sinh       | Năm mất | Tác phẩm nổi tiếng | Ghi chú |
| ------------------------------- | --------- | -------------- | ------- | --- | --- |
| 1735 - 1785                     |           |                |         | | |
| Wilhelm Friedemann Bach         |           | 1710           | 1784    | | Một trong những nhà soạn nhạc đầu tiên của âm nhạc Cổ điển. Ông là con trai trưởng của Johann Sebastian Bach |
| Giuseppe Bonno                  |           | 1711           | 1788    | | |
| Jean-Jacques Rousseau           |           | 1712           | 1778    | | Nhà triết học lớn của Cách mạng Pháp có ảnh hưởng tới âm nhạc |
| Friedrich II của Phổ            |           | 1712           | 1786    | | Vi vua có tài trong nghệ thuật |
| Antoine Dauvergne               |           | 1713           | 1797    | | |
| Niccolò Jommelli                |           | 1714           | 1774    | | Người đã tạo ra nhiều thay đổi quan trọng cho opera và đã gỉm sự quan trọng của các ca sĩ ngôi sao |
| Christoph Willibald Gluck       |           | 1714           | 1787    | | Nhà cách tân lớn của opera thế kỷ XVIII, góp phần đưa opera thoát khỏi ngõ cụt |
| Carl Philipp Emanuel Bach       |           | 1714           | 1788    | | Là con thứ năm của Johann Sebastian Bach |
| Girolamo Abos                   |           | 1715           | 1760    | | |
| Georg Christoph Wagenseil       |           | 1715           | 1777    | | Những tác phẩm đầu tiên mang phong cách Baroque, những tác phẩm sau lại mang phong cách Cổ điển |
| Pasquale Cafaro                 |           | 1715/1716      | 1787    | | |
| Georg Matthias Monn             |           | 1717           | 1750    | | Nhà soạn nhạc chuyển giao thời kỳ âm nhạc Baroque sang thời kỳ âm nhạc Cổ điển |
| Johann Stamitz                  |           | 1717           | 1757    | | Hoàn thiện cấu trúc âm nhạc cổ điển, cấu trúc mà sau này cả Joseph Haydn và Wolfgang Amadeus Mozart sử dụng |
| Giuseppe Scarlatti              |           | 1718/1723      | 1777    | | |
| Leopold Mozart                  |           | 1719           | 1787    | Boulee, Toy symphony | Cha của Wolfgang Amadeus Mozart |
| Johann Schobert                 |           | 1720/1735/1740 | 1767    | | |
| John Garth                      |           | 1721           | 1810    | | |
| Jiří Antonín Benda              |           | 1722           | 1795    | | |
| Carl Friedrich Abel             |           | 1723           | 1787    | | |
| Claude Balbastre                |           | 1724           | 1799    | | |
| Antonio Lolli                   |           | 1725           | 1802    | | |
| Karl Kohaut                     |           | 1726           | 1784    | | |
| François-André Danican Philidor |           | 1726           | 1795    | | Vừa là một nhà soạn nhạc, vừa là một đại kiện tướng cờ vua |
| Pasquale Anfossi                |           | 1727           | 1797    | | |
| Johann Gottfried Müthel         |           | 1728           | 1788    | | Là người đầu tiên sử dụng thuật ngữ fortepiano trong một tác phẩm đã xuất bản |
| Niccolò Piccinni                |           | 1728           | 1800    | | Trở thành một trong hai tâm điểm trong cuộc đối đầu giữa những người ủng hộ ông và Gluck, mặc dù bản thân ông rất phục tài năng của Gluck                                                                                                   |
| Johann Adam Hiller              |           | 1728           | 1804    | | Người sáng tạo ra thể loại singspiel |
| Anton Cajetan Adlgasser         |           | 1729           | 1777    | | |
| Antonio Soler                   |           | 1729           | 1783    | | |
| Giuseppe Sarti                  |           | 1729           | 1802    | | |
| Capel Bond                      |           | 1730           | 1790    | | |
| František Xaver Dušek           |           | 1731           | 1799    | | |
| Johann Christoph Friedrich Bach |           | 1732           | 1795    | | Con thứ 16 của Johann Sebastian Bach |
| Pierre Beaumarchais             |           | 1732           | 1799    | | |
| Joseph Haydn                    |           | 1732           | 1809    | Evening symphony, Morning symphony, Noon symphony, London symphonies, Paris symphonies, Parting symphony, Serenade, Trumpet Concerto in E flat major, String quartet in C major                                                                                               | Một trong ba nhà soạn nhạc lớn của trường phái cổ điển Viên, cha đẻ của giao hưởng, một trong những thể loại nhạc cổ điển nổi tiếng nhất, và tứ tấu đàn dây                                                                                 |
| Anton Fils                      |           | 1733           | 1760    | | |
| François-Joseph Gossec          |           | 1734           | 1829    | | |
| Johann Christian Bach           |           | 1735           | 1782    | | Con trai thứ 18 của Johann Sebastian Bach |
| Ernst Wilhelm Wolf              |           | 1735           | 1792    | | Văn phong một số tác phẩm gần với trường phái Mannheim |
| Ignaz Fränzl                    |           | 1736           | 1811    | | |
| Josef Mysliveček                |           | 1737           | 1781    | | Người có đóng góp cho cấu trúc âm nhạc cuối thế kỷ 18 |
| Michael Haydn                   |           | 1737           | 1806    | | Em trai của Joseph Haydn |
| William Herschel                |           | 1738           | 1822    | | Nhà soạn nhạc có ảnh hưởng tới khoa học |
| Johann Baptist Wanhal           |           | 1739           | 1813    | | Nhiều bản giao hưởng cung thứ của ông được xét đến là đã ảnh hưởng đến phong trào Bão táp và xung kích |
| Anna Bon                        |           | 1739           | ?       | | |
| Giovanni Paisiello              |           | 1740           | 1816    | | |
| André Grétry                    |           | 1741           | 1813    | | |
| Jean Paul Egide Martini         |           | 1741           | 1816    | Plasir d'amour | |
| Simon Le Duc                    |           | 1742           | 1777    | | |
| Luigi Boccherini                |           | 1743           | 1805    | Minuet | Một trong những nghệ sĩ cello xuất sắc nhất |
| Gaetano Brunetti                |           | 1744           | 1798    | | |
| Carl Stamitz                    |           | 1745           | 1801    | | Con trai của Johann Stamitz |
| Johann Peter Salomon            |           | 1745           | 1815    | | Là ông bầu có tiếng đương thời |
| William Billings                |           | 1746           | 1800    | | Được coi là nhà soạn nhạc hợp xướng đầu tiên của Mỹ |
| James Hook                      |           | 1746           | 1827    | | |
| Johann Abraham Peter Schulz     |           | 1747           | 1800    | | |
| Giovanni Punto                  |           | 1747           | 1803    | | |
| Christian Gottlob Neefe         |           | 1748           | 1798    | | |
| Josef Fiala                     |           | 1748           | 1816    | | |
| Jean-Frédéric Edelmann          |           | 1749           | 1794    | | |
| Polly Young                     |           | 1749           | 1799    | | |
| Domenico Cimarosa               |           | 1749           | 1801    | | Thuộc trường phái Napoli |
| Anton Stamitz                   |           | 1750           | 1809    | | Em trai của Carl Stamitz |
| Antonio Salieri                 |           | 1750           | 1825    | Caesar on Phamacusa Overture, Serenade | Có mối ghen tị nổi tiếng với Mozart |
| Dmitry Bortniansky              |           | 1751           | 1825    | | |
| Josef Reicha                    |           | 1752           | 1795    | | |
| Muzio Clementi                  |           | 1752           | 1832    | | Danh tiếng ở châu Âu đương thời chỉ sau Haydn, nhưng đến thế kỷ XIX và thế kỷ XX thì phai nhạt |
| Johann Baptist Schenk           |           | 1753           | 1836    | | |
| Étienne Ozi                     |           | 1754           | 1813    | | |
| Giovanni Battista Viotti        |           | 1755           | 1824    | | |
| Thomas Linley trẻ               |           | 1756           | 1778    | | Người được mệnh danh là Mozart của Anh Quốc |
| Wolfgang Amadeus Mozart         |           | 1756           | 1791    | Cassation, Eine kleine Nachtmusik, Flute concerto, Horn concerto, Minute, Piano Concerto No.16, Piano Concerto No.21, Piano Concerto No.23, Requiem in D Major, Serenade, Symphony in G minor No.25, Symphony No.40, Symphony No.41, Turkish march, Violin concerto No.3 in G | Một trong ba nhà soạn nhạc lớn của trường phái cổ điển Viên, ánh mặt trời vĩnh hằng của âm nhạc |
| Joseph Martin Kraus             |           | 1756           | 1792    | | Được mệnh danh là Mozart của Thụy Điển |
| Ignaz Pleyel                    |           | 1757           | 1831    | | |
| Alessandro Rolla                |           | 1757           | 1841    | | Cha của Antonio Rolla |
| Carl Friedrich Zelter           |           | 1758           | 1832    | | |
| Franz Krommer                   |           | 1759           | 1831    | | |
| Jan Ladislav Dussek             |           | 1760           | 1812    | | Biểu tượng quan trọng của âm nhạc Séc nửa sau thế kỷ 18 |
| Claude Joseph Rouget de Lisle   |           | 1760           | 1836    | La Marseillaise | |
| Jean-François Le Sueur          |           | 1760           | 1837    | | |
| Luigi Cherubini                 |           | 1760           | 1842    | | |
| Erik Tulindberg                 |           | 1761           | 1814    | | Nhà soạn nhạc người Phần Lan đầu tiên được biết đến |
| Pierre Gaveaux                  |           | 1761           | 1825    | | |
| Franz Tausch                    |           | 1762           | 1817    | | |
| Étienne Méhul                   |           | 1763           | 1817    | | |
| Franz Lauska                    |           | 1764           | 1825    | | |
| 1785 - 1835                     |           |                |         | | |
| Michał Kleofas Ogiński          |           | 1765           | 1833    | Polonaise | Nhà soạn nhạc, nhà chính trị người Ba Lan |
| Samuel Wesley                   |           | 1766           | 1837    | | Người được coi là Mozart của Anh |
| Joseph Weigl                    |           | 1766           | 1846    | | |
| Wenzel Müller                   |           | 1767           | 1835    | | |
| Benjamin Carr                   |           | 1768           | 1831    | | |
| Johann Michael Vogl             |           | 1768           | 1840    | | |
| Józef Elsner                    |           | 1769           | 1854    | | |
| Ludwig van Beethoven            |           | 1770           | 1827    | 3rd Symphony, 5th Symphony, 6th Symphony, 7th Symphony, 9th Symphony, Fur Elise, Minute in G, Moonlight Sonata, Pathetique, Turkish march from the ruins of Athens, Violin Concerto                                                                                           | Một trong ba nhà soạn nhạc lớn của trường phái cổ điển Viên, người mở đường cho chủ nghĩa lãng mạn sau này, vị thần sấm bất tử của cảm xúc và sức mạnh                                                                                      |
| Antonín Reicha                  |           | 1770           | 1836    | | Nhà soạn nhạc người Pháp gốc Boheme xuất sắc nhất, là người có những thử nghiệm với các ký hiệu thời gian trong âm nhạc không chính thức trong các bản fuga, đồng thời là người có lương lớn tác phẩm quan trọng đối với ngũ tấu nhạc cụ gỗ |
| Ferdinando Carulli              |           | 1770           | 1841    | | Người biến Paris trở thành trung tâm của guitar |
| Ferdinando Paer                 |           | 1771           | 1839    | | |
| Pierre Baillot                  |           | 1771           | 1842    | | |
| Lucile Grétry                   |           | 1772           | 1790    | | Con gái của André Grétry |
| Johann Wilhelm Wilms            |           | 1772           | 1847    | Wien Neêrlands Bloed | |
| Sophie Bawr                     |           | 1773           | 1860    | | |
| Christoph Ernst Friedrich Weyse |           | 1774           | 1842    | | Nhà soạn nhạc sống trong thời kỳ vàng của Đan Mạch |
| Gaspare Spontini                |           | 1774           | 1851    | | |
| François Adrien Boieldieu       |           | 1775           | 1834    | | Người được mệnh danh là Mozart của Pháp |
| E.T.A. Hoffmann                 |           | 1776           | 1822    | | Nhân vật chính trong tác phẩm "Những câu chuyện của Hoffmann" của Jacques Offenbach |
| Ludwig Berger                   |           | 1777           | 1839    | | |
| Johann Nepomuk Hummel           |           | 1778           | 1837    | Trumpet Concerto | Trở thành cầu nối giữa thời kỳ âm nhạc Cổ điển và thời kỳ âm nhạc Lãng mạn |
| Fernando Sor                    |           | 1778           | 1839    | | Nổi tiếng vì đưa guitar trở thành một nhạc cụ ngang tầm nhạc cụ của dàn nhạc giao hưởng |
| Joachim Nicolas Eggert          |           | 1779           | 1813    | | |
| Conradin Kreutzer               |           | 1780           | 1849    | | |
| Mauro Giuliani                  |           | 1781           | 1829    | | Người đưa guitar lên một tầm cao mới và đến với vị thế vững chắc ở châu Âu |
| Anthony Heinrich                |           | 1781           | 1861    | | Người được mệnh danh là Beethoven của Mỹ |
| John Field                      |           | 1782           | 1837    | | Nhà soạn nhạc Ireland lớn nhất |
| Niccolò Paganini                |           | 1782           | 1840    | Capriccio No. 24 | Nghệ sĩ violin xuất sắc nhất |
| Friedrich Dotzauer              |           | 1783           | 1860    | | |
| Francesco Morlacchi             |           | 1784           | 1841    | | |
| Louis Spohr                     |           | 1784           | 1859    | | |
| Friedrich Kalkbrenner           |           | 1785           | 1849    | | |
| Carl Maria von Weber            |           | 1786           | 1826    | Hunters Chorus | Phát triển những khuynh hướng đầu tiên của âm nhạc lãng mạn Đức |
| Henry Lemoine                   |           | 1786           | 1854    | | |
| Franz Xaver Gruber              |           | 1787           | 1863    | Silent Night | |
| Michele Carafa                  |           | 1787           | 1872    | | |
| Johann Peter Pixis              |           | 1788           | 1874    | | |
| Elena Asachi                    |           | 1789           | 1877    | | |
| Isaac Nathan                    |           | 1790           | 1864    | | Được gọi là người cha của âm nhạc Úc |
| Ferdinand Hérold                |           | 1791           | 1833    | Zampa Overture | Nhà soạn nhạc tài năng của âm nhạc Cổ điển Pháp |
| Franz Xaver Wolfgang Mozart     |           | 1791           | 1844    | | Con của Wolfgang Amadeus Mozart |
| Carl Czerny                     |           | 1791           | 1857    | | |
| Giacomo Meyerbeer               |           | 1791           | 1864    | | |
| Matteo Carcassi                 |           | 1792           | 1853    | | Người dần thay thế lối chơi guitar của Carulli |
| Gioachino Rossini               |           | 1792           | 1868    | La Gazza Ladra, Semiramide, Tarantella, The Barber of Seville, The Italian Girl in Algeria, William Tell Overture | Nhà cải cách lớn nhất của nghệ thuật opera Ý, một trong ba người đưa bel canto lên đỉnh cao |
| Gertrude van den Bergh          |           | 1793           | 1840    | | |
| Ignaz Moscheles                 |           | 1794           | 1870    | | |
| Heinrich Marschner              |           | 1795           | 1861    | | |
| Franz Berwald                   |           | 1796           | 1868    | | Người bị lãng quên suốt cuộc đời của mình |
| Carl Loewe                      |           | 1796           | 1869    | | |
| Franz Schubert                  |           | 1797           | 1828    | Ave Maria, Moment musical No.3, Serenade, Symphony No.8, Trout Quintet | Nhà soạn nhạc lãng mạn đầu tiên của thành Viên |
| Luigi Castellacci               |           | 1797           | 1845    | | Là tác giả của những bản romance Pháp phổ biến |
| Gaetano Donizetti               |           | 1797           | 1848    | Lucia di Lammermoor | Nhà cải cách xuất sắc của opera Ý, một trong ba người đưa bel canto lên đỉnh cao |
| Antonio Rolla                   |           | 1798           | 1837    | | |
| Oscar I của Thụy Điển           |           | 1799           | 1859    | | Vua của Thụy Điển và Na Uy |
| Fromental Halévy                |           | 1799           | 1862    | | |

## Giai đoạn Lãng mạn (1830 - 1910)
Xem thêm Âm nhạc phương Tây giai đoạn Lãng mạn
| Tên                               | Chân dung   | Năm sinh  | Năm mất | Tác phẩm nổi tiếng | Ghi chú |
| --------------------------------- | ----------- | --------- | ------- | --- | --- |
| 1830 - 1870                       |             |           |         | | |
| Vincenzo Bellini                  |             | 1801      | 1835    | Norma | Nhà cách tân lớn của opera Ý, một trong ba người khổng lồ của bel canto |
| Joseph Lanner                     |             | 1801      | 1843    | | Cùng Johann Strauss I phát triển thể loại waltz cho thành Viên, được mệnh danh là "Mozart của waltz" |
| Charles Auguste de Bériot         |             | 1802      | 1870    | | |
| Adolphe Adam                      |             | 1803      | 1856    | Giselle | |
| Hector Berlioz                    |             | 1803      | 1869    | Fantastic Symphony, Roman Carnival Overture | Nhà soạn nhạc lãng mạn lớn nhất của Pháp |
| Johann Strauss I                  |             | 1804      | 1849    | Radetzky March | Người khai sinh ra triều đại waltz Strauss nổi tiếng |
| Mikhail Glinka                    |             | 1804      | 1857    | Ivan Susanin, Ruslan and Lyudmila | Người khai sinh ra nền âm nhạc cổ điển Nga |
| Fanny Mendelssohn                 |             | 1805      | 1847    | | Chị gái của nhà soạn nhạc Felix Mendelssohn |
| Juan Crisóstomo Arriaga           |             | 1806      | 1826    | | Người được mệnh danh là Mozart của Tây Ban Nha |
| Johann Friedrich Franz Burgmüller |             | 1806      | 1874    | | Cha của Norbert Burgmüller |
| Ignaz Lachner                     |             | 1807      | 1895    | | |
| Michael William Balfe             |             | 1808      | 1870    | The Bohemian Girl | |
| Felix Mendelssohn                 |             | 1809      | 1847    | Canzonetta, Spring song, Wedding march | Đưa overture trở thành một thực thể âm nhạc độc lập, vai trò thứ hai của thể loại này (vai trò đầu tiên là làm khúc dạo đầu của opera). Ông là nhà soạn nhạc Do Thái xuất sắc nhất                        |
| Otto Lindblad                     |             | 1809      | 1864    | Kungssången | |
| Sebastián Iradier                 |             | 1809      | 1865    | La paloma | Là nhạc sĩ người dân tộc nổi tiếng |
| Frédéric Chopin                   |             | 1810      | 1849    | Etude in E, Grand Valse Brillante in E flat major Op.18, Heroiz Polonaise, Impromptus, Minute, Nocturne in E flat, Revolutionary Etude                                                                            | Nghệ sĩ piano xuất sắc nhất, cùng với Schumann và Liszt trở thành 3 người định hình phong cách piano thế kỷ XIX                                                                                           |
| Otto Nicolai                      |             | 1810      | 1849    | Die lustigen Weiber von Windsor | |
| Robert Schumann                   |             | 1810      | 1856    | Romance, The merry peasant, Tramerei | Nhà phê bình âm nhạc sắc sảo, cùng với Chopin và Liszt trở thành những người định hình phong cách piano thế kỷ XIX                                                                                        |
| Ferenc Erkel                      |             | 1810      | 1893    | | Cha đẻ của thể loại opera grand của Hungary |
| Franz Liszt                       |             | 1811      | 1886    | Cansolation, Hungarian Rhapsody No.2, La Campanella, Liebestraum No.3 | Một trong những nhà soạn nhạc Hungary xuất sắc nhất, nghệ sĩ piano tài ba. Ông cùng với Chopin và Schumann trở thành những người tạo nên phong cách piano thế kỷ XIX                                      |
| Vinzenz Lachner                   |             | 1811      | 1893    | | Em của Franz Lachner và Ignaz Lachner |
| Ambroise Thomas                   |             | 1811      | 1896    | Mignon, Hamlet | |
| Louis-Antoine Jullien             |             | 1812      | 1860    | | Vua của những buổi hòa nhạc dạo ở Anh |
| Sigismond Thalberg                |             | 1812      | 1871    | | Một trong những nghệ sĩ piano xuất sắc nhất thời kỳ âm nhạc Lãng mạn |
| Friedrich von Flotow              |             | 1812      | 1883    | Martha | |
| Joaquín Espín y Guillén           |             | 1812      | 1893    | Padilla, Carlo Broschi, El encogido y el estirado | |
| Alexandr Sergeyevich Dargomyzhsky |             | 1813      | 1869    | | |
| Richard Wagner                    |             | 1813      | 1883    | Lohengrin (Ride of the Valkyries, Wedding March), Tännhauser, The mastersingers of Nuremberg, The flying Dutchman                                                                                                 | Nhà cách tân lớn của nền opera Đức thế kỷ XIX, người phát triển âm nhạc chương trình và đối đấu với Brahms về quan điểm âm nhạc                                                                           |
| George Alexander Macfarren        |             | 1813      | 1887    | Robin Hood, She Stoops to Conquer, Helvellyn | |
| Charles-Valentin Alkan            |             | 1813      | 1888    | | |
| Stephen Heller                    |             | 1813      | 1888    | | Có ảnh hưởng lớn đến cuối thời kỳ âm nhạc Lãng mạn |
| Giuseppe Verdi                    |             | 1813      | 1901    | Aida, La traviata, Nabucco, Requiem, Rigoletto (La dónna E mobile) | Nhà cách tân lớn của opera Ý thế kỷ XIX |
| Giuseppe Lillo                    |             | 1814      | 1863    | | |
| Robert Volkmann                   |             | 1815      | 1883    | | |
| Philipp Fahrbach der Ältere       |             | 1815      | 1885    | | Cha của Philipp Fahrbach der Jüngere |
| William Sterndale Bennett         |             | 1816      | 1875    | | |
| Achille Graffigna                 |             | 1816      | 1896    | | |
| Antoine François Marmontel        |             | 1816      | 1898    | | |
| Louis James Alfred Lefébure-Wély  |             | 1817      | 1869    | | |
| Niels Gade                        |             | 1817      | 1890    | | |
| Charles Dancla                    |             | 1817      | 1907    | Solo de concours no. 7, Op. 224 | |
| Henry Litolff                     |             | 1818      | 1891    | Concerto Symphoniques | |
| Charles Gounod                    |             | 1818      | 1893    | Ave Maria, Faust | Là một trong những người đặt nền móng và là đại diện lớn nhất của opera trữ tình Pháp |
| Antonio Bazzini                   |             | 1818      | 1897    | The Dance of the Goblins | |
| Stanisław Moniuszko               |             | 1819      | 1872    | Halka | Được cho là cha đẻ của opera Ba Lan |
| Jacques Offenbach                 |             | 1819      | 1880    | Infernal galop, The Tales of Hoffmann | Người đặt nền móng và là đại diện lớn nhất của thể loại operetta |
| Franz von Suppé                   |             | 1819      | 1890    | Light Cavalry overture | Người đầu tiên phát triển thể loại operetta cho nền âm nhạc Áo |
| Clara Schumann                    |             | 1819      | 1896    | | Vợ của nhà soạn nhạc Robert Schumann, một trong những nghệ sĩ piano hàng đầu của thời kỳ âm nhạc Lãng mạn                                                                                                 |
| Alexander Serov                   |             | 1820      | 1871    | | |
| Henri Vieuxtemps                  |             | 1820      | 1881    | | |
| Giovanni Bottesini                |             | 1821      | 1889    | | |
| César Franck                      |             | 1822      | 1890    | Symphony in D minor | |
| Edouard Lalo                      |             | 1823      | 1892    | Symphonie Espagnole, Cello Concerto | |
| Bedřich Smetana                   |             | 1824      | 1884    | The Moldau | Nhà soạn nhạc lãng mạn người Cộng hóa Séc nổi danh đầu tiên |
| Anton Bruckner                    |             | 1824      | 1896    | Symphonies No.4, Symphonies No.8 | |
| Carl Reinecke                     |             | 1824      | 1910    | | Chỉ đạo Gewandhausorchester trong gần 35 năm |
| Jean-Baptiste Arban               |             | 1824      | 1910    | | Đước biết đến với phương pháp Arban |
| Hervé                             |             | 1825      | 1892    | Mam'zelle Nitouche | Lập nên operetta ở Paris, đối thủ của Offenbach |
| Johann Strauss II                 |             | 1825      | 1899    | Emperor Waltz, Roses from the South, The Bat, The blue Danube waltz, Treasure Waltz, Tritch-Tratch Polka, Vienna blood waltz, Voices of spring waltz                                                              | Người xuất sắc nhất về thể loại waltz của dòng họ Strauss, vua nhạc waltz |
| Richard Hol                       |             | 1825      | 1904    | Organ music | |
| Stephen Foster                    |             | 1826      | 1864    | Oh! Susanna, Camptown Races, Old Folks at Home, My Old Kentucky Home, Jeanie with the Light Brown Hair, Old Black Joe, Beautiful Dreamer                                                                          | Được gọi là người cha của âm nhạc Mỹ |
| Josef Strauss                     |             | 1827      | 1870    | Polka-pizzicato | Thành viên của triều đại waltz Strauss |
| Adolphe Blanc                     |             | 1828      | 1885    | | |
| Louis Moreau Gottschalk           |             | 1829      | 1869    | | |
| Anton Rubinstein                  |             | 1829      | 1894    | | |
| Ivan Petrovich Larionov           |             | 1830      | 1889    | Kalinka | |
| Hans von Bülow                    |             | 1830      | 1894    | | |
| Karl Goldmark                     |             | 1830      | 1915    | | |
| Hiromori Hayashi                  |             | 1831      | 1896    | Kimigayo | |
| Jan Gerard Palm                   |             | 1831      | 1906    | | Được gọi là "Cha của nhạc cổ điển Curaçao" |
| Joseph Joachim                    |             | 1831      | 1907    | | |
| Eduardo Mezzacapo                 |             | 1832      | 1898    | Aubade for Mandolin, Violin and Guitar, Tarantella "Napoli" | |
| Alexander Borodin                 |             | 1833      | 1887    | Polovtsian dances | Nhà soạn nhạc của Nhóm khỏe, vừa là nhà soạn nhạc, vừa là nhà hóa học |
| Johannes Brahms                   |             | 1833      | 1897    | Celebrate valse, Cradle song, Hungarian dances No.5, Hungarian dances No.6, Wiegenlied | Nhà soạn nhạc phát triển nét truyền thống của âm nhạc, là người có quan điểm trái ngược hẳn so với Wagner                                                                                                 |
| Wilhelm Ganz                      |             | 1833      | 1914    | Qui Vive! | |
| Julius Reubke                     |             | 1834      | 1858    | Sonata on the 94th Psalm | |
| Amilcare Ponchielli               |             | 1834      | 1886    | Dance of the Hours | |
| Henryk Wieniawski                 |             | 1835      | 1880    | Polonaise, Tarentelle | Nghệ sĩ violin xuất sắc, chỉ sau Paganini |
| Eduard Strauss                    |             | 1835      | 1916    | | Thành viên của dòng họ waltz Strauss nổi tiếng |
| César Cui                         |             | 1835      | 1918    | Orientale Op. 50 | Nhà soạn nhạc của Nhóm khỏe, là con mắt thẩm mỹ của nhóm |
| Camille Saint-Saens               |             | 1835      | 1921    | Danse Macabre, Le carnaval dé animaux, Swan, The aquarium | |
| Léo Delibes                       |             | 1836      | 1891    | Flower Duet, Sylvia Pizzicato, Waltz | |
| Antônio Carlos Gomes              |             | 1836      | 1896    | Il Guarany | Là tác giả của vở opera đầu tiên cho Tân Thế giới |
| Friedrich Baumfelder              |             | 1836      | 1916    | Tirocinium musicae, Melody in F major | |
| Julius Weissenborn                |             | 1837      | 1888    | | Đước biết đến với Trường phái Bassoon Thực hành |
| Ernest Guiraud                    |             | 1837      | 1892    | | |
| Mily Balakirev                    |             | 1837      | 1910    | | Người lãnh đạo của Nhóm khỏe |
| Émile Waldteufel                  |             | 1837      | 1915    | Skater's Waltz | |
| Georges Bizet                     |             | 1838      | 1875    | Carmen (Aragonaise, Habanera, Les Toreadores) | Phát triển thể loại opera hiện thực của Pháp |
| Max Bruch                         |             | 1838      | 1920    | Violin Concerto No.1 | |
| Modest Mussorgsky                 |             | 1839      | 1881    | Night on the Bald Mountain, Pictures at an exhibiton | Nhà soạn nhạc xuất sắc nhất của Nhóm khỏe, nhà soạn nhạc hiện thực xuất sắc nhất của Nga |
| Pyotr Ilyich Tchaikovsky          |             | 1840      | 1893    | 1812 Overture, June Barcarolle, Non but the lonely heart, Piano concerto No.1 in B flat minor, Queen of Spades, Slav March, Sleeping Beauty, Swan lake, The nutcracker Suite, Valse sentimentale, Violin concerto | Nhà soạn nhạc hiện thực xuất sắc, người đưa âm nhạc Nga lên tầm thế giới; là một trong những nhà soạn nhạc Nga vĩ đại nhất thế kỷ XIX, cũng là một trong những nhà soạn nhạc Nga được biết đến nhiều nhất |
| François Borne                    |             | 1840      | 1920    | | Có những phát triển kỹ thuật cho flute |
| Theodora Cormontan                |             | 1840      | 1922    | | Một trong những nhà soạn nhạc nữ người Na Uy đầu tiên mà tác phẩm được xuất bản và biểu diễn rộng rãi, là người phụ nữ đầu tiên kinh doanh xuất bản âm nhạc ở Na Uy                                       |
| Emmanuel Chabrier                 |             | 1841      | 1894    | Joyeuse Marche, L'étoile, España | Ảnh hưởng tới Ravel, Les Six và Jean Françaix và nhiều nhà soạn nhạc Pháp khác |
| Antonín Dvořák                    |             | 1841      | 1904    | Humoresque, New world symphony, Serenade No.44 | Nhà soạn nhạc Cộng hòa Séc nổi tiếng nhất |
| Felip Pedrell                     |             | 1841      | 1922    | | |
| Calixa Lavallée                   |             | 1842      | 1891    | O Canada | |
| Arthur Sullivan                   |             | 1842      | 1900    | | Người phát triển opera hài Anh |
| Jules Massenet                    |             | 1842      | 1912    | Elégie, Meditation from "Thais", Neopolitan Scenes | |
| Arrigo Boito                      |             | 1842      | 1918    | | |
| Edvard Grieg                      |             | 1843      | 1907    | Peer Gynt Suites (Anitra's dance, Solveig's song), Piano Concerto | Có vai trò quan trọng trong sự phát triển âm nhạc Na Uy nói riêng và Bắc Âu nói chung, người đứng đầu trường phái âm nhạc Na Uy                                                                           |
| David Popper                      |             | 1843      | 1913    | | |
| Charles-Édouard Lefebvre          |             | 1843      | 1917    | | |
| Karl Michael Ziehrer              |             | 1843      | 1922    | | Đối thủ của gia đình Strauss |
| Nikolai Rimsky-Korsakov           | không khung | 1844      | 1908    | Sheherazade, The flight of the bumblebee, The Russian Festival Overture | Nhà soạn nhạc xuất sắc của Nhóm khỏe |
| Pablo de Sarasate                 |             | 1844      | 1908    | Romanza andaluza, Zigeurner weisen | Nghệ sĩ violin xuất sắc nhất của Tây Ban Nha |
| Charles-Marie Widor               |             | 1844      | 1937    | | |
| Ion Ivanovici                     |             | 1845      | 1902    | Les flots du Danube | |
| Gabriel Fauré                     |             | 1845      | 1924    | Because, Pavane | |
| Luigi Denza                       |             | 1846      | 1922    | Funiculi funicula | |
| Augusta Holmès                    |             | 1847      | 1903    | | |
| Robert Planquette                 |             | 1848      | 1903    | | |
| Pierre Degeyter                   |             | 1848      | 1932    | L'Internationale | Nhà soạn nhạc của giai cấp công nhân, người đã biến âm nhạc thành vũ khí đấu tranh sắc bén |
| Henri Duparc                      |             | 1848      | 1933    | | |
| Ernesto Köhler                    |             | 1849      | 1907    | | |
| 1870 - 1910                       |             |           |         | | |
| Alexandre Luigini                 |             | 1850      | 1906    | Ballet égyptien | |
| Richard Barth                     |             | 1850      | 1923    | | |
| Vincent d'Indy                    |             | 1851      | 1931    | | |
| Francisco Tárrega                 |             | 1852      | 1909    | | Là nghệ sĩ đàn guitar nổi tiếng, tài năng nhất |
| Alfred Grünfeld                   |             | 1852      | 1924    | | Nghệ sĩ piano đầu tiên cho ghi âm thương mại chính cống |
| Charles Villiers Stanford         |             | 1852      | 1924    | | Nhà soạn nhạc lớn của Ireland |
| Ciprian Porumbescu                |             | 1853      | 1883    | Rapsodia romana | |
| Hans von Koessler                 |             | 1853      | 1926    | | |
| Engelbert Humperdinck             |             | 1854      | 1921    | | |
| Moritz Moszkowski                 |             | 1854      | 1925    | | |
| Leoš Janáček                      |             | 1854      | 1928    | | |
| George Whitefield Chadwick        |             | 1854      | 1931    | | Thành viên của trường phái New England thứ hai |
| John Philip Sousa                 |             | 1854      | 1932    | Stars And Stripes Forever, Washington Post | Người được mệnh danh là Vua của nhạc hành khúc |
| Ernest Chausson                   |             | 1855      | 1899    | | |
| Anatoly Lyadov                    |             | 1855      | 1914    | | |
| Ferdinand Hummel                  |             | 1855      | 1928    | | |
| Sergey Taneyev                    |             | 1856      | 1915    | | |
| Christian Sinding                 |             | 1856      | 1941    | Frühlingsrauschen | |
| Ruggiero Leoncavallo              |             | 1857      | 1919    | | Cùng Mascagni sáng lập chủ nghĩa hiện thực của opera Ý |
| Alfred Bruneau                    |             | 1857      | 1934    | | |
| Edward Elgar                      |             | 1857      | 1934    | Morning, Pomp and Circumstance March No.1, Salud d'amour | Một trong những nhà soạn nhạc Anh xuất sắc nhất mọi thời đại |
| Giacomo Puccini                   |             | 1858      | 1924    | La Bohéme, Tosca | Phát triển opera Ý giai đoạn hậu Verdi, là người nổi tiếng nhất của chủ nghĩa hiện thực của nền opera Ý giai đoạn này, là nhà soạn nhạc opera Ý lớn nhất sau Verdi                                        |
| Eugène Ysaÿe                      |             | 1858      | 1931    | | Người được mệnh danh là Vua của violin |
| Mikhail Ippolitov-Ivanov          |             | 1859      | 1935    | | |
| Hugo Wolf                         |             | 1860      | 1903    | | |
| Edward MacDowell                  |             | 1860      | 1908    | | Thành viên của trường phái New England thứ hai |
| Isaac Albéniz                     |             | 1860      | 1909    | | |
| Gustav Mahler                     |             | 1860      | 1911    | Symphony No.1, Symphony No.5 | Phát triển âm nhạc Lãng mạn Áo-Đức cuối thế kỷ XIX |
| Gustave Charpentier               |             | 1860      | 1956    | | |
| Anton Arensky                     |             | 1861      | 1906    | | |
| Claude Debussy                    |             | 1862      | 1918    | Clair de clune, La Mer, Syrinx pour flûte seule | Nhà soạn nhạc đầu tiên của chủ nghĩa ấn tượng |
| Frederick Delius                  |             | 1862      | 1934    | | |
| Edward German                     |             | 1862      | 1936    | | Người kế tục Sullivan trong thể loại hài kịch Anh |
| Pietro Mascagni                   |             | 1863      | 1945    | | Cùng Leoncavallo sáng lập chủ nghĩa hiện thực của opera Ý |
| Richard Strauss                   |             | 1864      | 1949    | Also sprach Zarathustra | Phát triển âm nhạc Lãng mạn Áo-Đức cuối thế kỷ XIX |
| Albéric Magnard                   |             | 1865      | 1914    | | Thỉnh thoảng được mệnh danh là "Bruckner của Pháp" |
| Eduardo di Capua                  |             | 1865      | 1917    | O sole mio | |
| Carl Nielsen                      |             | 1865      | 1931    | | Góp phần đưa Đan Mạch nổi bật trên bản đồ âm nhạc thế giới |
| Paul Dukas                        |             | 1865      | 1935    | The Sorcerer's Apprentice | |
| Alexander Glazunov                |             | 1865      | 1936    | Reviries | |
| Jean Sibelius                     |             | 1865      | 1957    | Finlandia, Violin Concerto, Sad waltz | Góp phần đưa Phần Lan nổi bật trên bản đồ âm nhạc thế giới |
| Erik Satie                        |             | 1866      | 1925    | Gymnopedie No.1 | Người đứng đầu nhóm Les Six |
| Johann Strauss III                |             | 1866      | 1939    | | Con của Eduard Strauss |
| Enrique Granados                  |             | 1867      | 1916    | | |
| Scott Joplin                      |             | 1867/1868 | 1917    | The entertainment | Nhà soạn nhạc da màu nổi tiếng nhất, người được mệnh danh là Vua của dòng nhạc Ragtime |
| Amy Beach                         |             | 1867      | 1944    | | Nhà soạn nhạc nữ Mỹ thành công đầu tiên |
| Charles Koechlin                  |             | 1867      | 1950    | | |
| Vittorio Monti                    |             | 1868      | 1922    | Czardas | |
| Juventino Rosas                   |             | 1868      | 1894    | Over the Waves | Nhà soạn nhạc người México nổi tiếng đầu tiên |
| Albert Roussel                    |             | 1869      | 1937    | | |
| Franz Lehár                       |             | 1870      | 1948    | Merry Widow Waltz | Duy trì những nét truyền thống của thể loại operetta |
| Vítězslav Novák                   |             | 1870      | 1949    | | |
| Florent Schmitt                   |             | 1870      | 1958    | | |
| Leon Jessel                       |             | 1871      | 1942    | | |
| Frederick Converse                |             | 1871      | 1940    | | Người mở đầu cho nền opera Mỹ |
| Alexander von Zemlinsky           |             | 1871      | 1942    | | |
| Alexander Scriabin                |             | 1872      | 1915    | Etude Op. 8, No. 12 | |
| Julius Fučík                      |             | 1872      | 1916    | Entry of the Gladitors | |
| Ralph Vaughan Williams            |             | 1872      | 1958    | Loch Lomond, English folk song suite | Phát triển âm nhạc Anh cuối thế kỷ XIX-đầu thế kỷ XX |
| Max Reger                         |             | 1873      | 1916    | Variations and Fugue on Theme of Mozart | |
| Sergei Rachmaninoff               |             | 1873      | 1943    | Rhapsody on the theme of Paganini | Nhà soạn nhạc cuối cùng của âm nhạc Lãng mạn |
| Pascual Marquina Narro            |             | 1873      | 1948    | España Cañi | |

## Âm nhạc cổ điển thế kỷ 20
Xem thêm Âm nhạc cổ điển thế kỷ 20, Âm nhạc cổ điển thế kỷ 21
| Tên                              | Chân dung                              | Năm sinh | Năm mất   | Tác phẩm nổi tiếng                                                                                 | Ghi chú |
| -------------------------------- | -------------------------------------- | -------- | --------- | -------------------------------------------------------------------------------------------------- | --- |
| 1900 - 1945                      |                                        |          |           | | |
| Gustav Holst                     |                                        | 1874     | 1934      | The Planets                                                                                        | Phát triển âm nhạc Anh cuối thế kỷ XIX-đầu thế kỷ XX                                                                                                   |
| Josef Suk                        |                                        | 1874     | 1935      | | |
| Arnold Schoenberg                |                                        | 1874     | 1945      | Pierrot Lunaire                                                                                    | Nhà soạn nhạc lớn nhất trong trường phái âm nhạc Viên mới                                                                                              |
| Serge Koussevitzky               |                                        | 1874     | 1951      | | |
| Charles Ives                     |                                        | 1874     | 1954      | Circus band                                                                                        | Nhà soạn nhạc mang phong cách hiện đại đầu tiên của Mỹ                                                                                                 |
| Ernesto de Curtis                |                                        | 1875     | 1937      | Come back to Sorrento                                                                              | |
| Erkki Melartin                   |                                        | 1875     | 1937      | | |
| Maurice Ravel                    | Tập tin:Maurice Ravel 1912.jpg         | 1875     | 1937      | Boléro, La Valse                                                                                   | Đại diện lớn nhất của chủ nghĩa ấn tượng |
| Reinhold Glière                  |                                        | 1875     | 1956      | | |
| Fritz Kreisler                   |                                        | 1875     | 1962      | Fiebe sleid, Liebe sfreud, Rondino, Schon rosmarin                                                 | |
| Filippo Tommaso Marinetti        |                                        | 1876     | 1944      | | Người theo chủ nghĩa vị lai |
| Manuel de Falla                  |                                        | 1876     | 1946      | Jota                                                                                               | Phát triển âm nhạc Tây Ban Nha thời kỳ âm nhạc cổ điển Hiện đại                                                                                        |
| Antonio Russolo                  |                                        | 1877     | 1942      | | Người sáng tác theo chủ nghĩa vị lai |
| Ottorino Respighi                |                                        | 1879     | 1936      | | |
| Joseph Canteloube                |                                        | 1879     | 1957      | Chants d'Auvergne                                                                                  | |
| Cyril Scott                      |                                        | 1879     | 1970      | | |
| Zequinha de Abreu                |                                        | 1880     | 1935      | Tico Tico                                                                                          | |
| Robert Stolz                     |                                        | 1880     | 1975      | | |
| Béla Bartók                      |                                        | 1881     | 1945      | Concerto for the Orchestra, Chansons populaires hongroises no.6                                    | Xác định Hungary lên bản đồ âm nhạc châu Âu và thế giới thế kỷ XX                                                                                      |
| Nikolai Yakovlevich Myaskovsky   |                                        | 1881     | 1950      | | |
| George Enescu                    |                                        | 1881     | 1955      | Rapsodia Romana                                                                                    | Xác định România lên bản đồ âm nhạc châu Âu và thế giới                                                                                                |
| Karol Szymanowski                |                                        | 1882     | 1937      | | |
| Emmerich Kálmán                  |                                        | 1882     | 1953      | | |
| Zoltán Kodály                    |                                        | 1882     | 1967      | | |
| Igor Stravinsky                  |                                        | 1882     | 1971      | The Rite of Spring, Firebird                                                                       | Được tạp chí Times bình chọn là một trong 100 người có ảnh hưởng nhất thế kỷ XX                                                                        |
| Gian Francesco Malipiero         |                                        | 1882     | 1973      | | |
| Enrico Toselli                   |                                        | 1883     | 1926      | Serenata                                                                                           | |
| Alexander Vasilyevich Alexandrov |                                        | 1883     | 1943      | Quốc ca Liên Bang Xô Viết                                                                          | |
| Anton Webern                     |                                        | 1883     | 1945      | Piece                                                                                              | Thành viên của trường phái âm nhạc Viên mới |
| Alfredo Casella                  |                                        | 1883     | 1947      | | |
| Arnold Bax                       |                                        | 1883     | 1953      | | |
| Edgard Varèse                    |                                        | 1883     | 1965      | Ionisation                                                                                         | |
| Alban Berg                       |                                        | 1885     | 1935      | Wozzeck                                                                                            | Thành viên của trường phái âm nhạc Viên mới |
| Eduard Künneke                   |                                        | 1885     | 1953      | | Nhà soạn nhạc hàng đâu thập niên 1920 và thập niên 1930                                                                                                |
| Erwin Stein                      |                                        | 1885     | 1958      | | |
| Egon Wellesz                     |                                        | 1885     | 1974      | | |
| Heitor Villa-Lobos               |                                        | 1887     | 1959      | | Nhà soạn nhạc Mỹ Latin xuất sắc nhất |
| Nadia Boulanger                  |                                        | 1887     | 1979      | | |
| Louis Durey                      |                                        | 1888     | 1979      | | Thành viên của nhóm Les Six |
| Grigoras Dinicu                  |                                        | 1889     | 1948/1949 | | |
| Bohuslav Martinů                 |                                        | 1890     | 1959      | Piano concerto No. 1                                                                               | Một trong những nhà soạn nhạc lớn nhất của Cộng hòa Séc thế kỷ XX                                                                                      |
| Jacques Ibert                    |                                        | 1890     | 1962      | | |
| Frank Martin                     |                                        | 1890     | 1974      | | |
| Sergei Prokofiev                 | không khung                            | 1891     | 1953      | Classical symphony, Dance of the Knights, Peter and the Wolf                                       | Tái hiện phong cách âm nhạc Cổ điển |
| Cole Porter                      |                                        | 1891     | 1964      | | |
| Scott Bradley                    |                                        | 1891     | 1977      | Music for Tom and Jerry                                                                            | Được nhớ tới nhiều nhất vì làm việc cho Metro-Goldwyn-Mayer                                                                                            |
| Arthur Honegger                  |                                        | 1892     | 1955      | | Thành viên của nhóm Les Six |
| Darius Milhaud                   |                                        | 1892     | 1974      | | Thành viên của nhóm Les Six |
| Marius Casadesus                 |                                        | 1892     | 1981      | Adélaïde Concerto                                                                                  | |
| Kaikhosru Shapurji Sorabji       |                                        | 1892     | 1988      | | Nhà soạn nhạc cho piano phong phú nhất |
| Andrés Torres Segovia            |                                        | 1893     | 1987      | | |
| Walter Piston                    |                                        | 1894     | 1976      | | |
| Paul Dessau                      |                                        | 1894     | 1979      | | |
| Paul Hindemith                   |                                        | 1895     | 1963      | Sonata, Kleine kammermusic                                                                         | |
| Mario Castelnuovo-Tedesco        |                                        | 1895     | 1968      | | Nhà soạn nhạc đầu tiên của thế kỷ XX viết concerto cho guitar                                                                                          |
| Carl Orff                        |                                        | 1895     | 1982      | Carmina Burana                                                                                     | |
| Roger Sessions                   |                                        | 1896     | 1985      | | Thể hiện sâu đậm hơn hoặc nhạt nhòa phong cách trong từng thời kỳ sáng tác: thời sáng tác tân cổ điên, thời có nhiều hợp âm và thời không có điệu thức |
| Virgil Thomson                   |                                        | 1896     | 1989      | | |
| Gerardo Matos Rodríguez          |                                        | 1897     | 1948      | La cumparsita                                                                                      | |
| George Gershwin                  |                                        | 1898     | 1937      | Bess you is my woman now, It ain't nescessory so, Rhapsody in blue                                 | Hội tụ những tinh hoa âm nhạc của thành phố New York                                                                                                   |
| Roy Harris                       |                                        | 1898     | 1979      | | |
| Silvestre Revueltas              |                                        | 1899     | 1940      | | |
| Francis Poulenc                  |                                        | 1899     | 1963      | Vales, concerto for organ in G minor                                                               | Thành viên của nhóm Les Six |
| Carlos Chavez                    |                                        | 1899     | 1978      | | |
| Georges Auric                    |                                        | 1899     | 1983      | | |
| Amadeo Roldán                    |                                        | 1900     | 1939      | | Một trong những nhà soạn nhạc Cuba xuất sắc nhất |
| Kurt Weill                       |                                        | 1900     | 1950      | The Threepenny Opera                                                                               | |
| Isaak Dunayevsky                 | Tập tin:Dunaevsky.JPG                  | 1900     | 1955      | | |
| Alexander Vasilyevich Mosolov    |                                        | 1900     | 1973      | | Nhà soạn nhạc quan trọng thời kỳ đầu của Xô viết |
| Aaron Copland                    |                                        | 1900     | 1990      | Hoe down from "Rodeo", Fanfare for the Common Man, clarinet concerto movement no.3                 | Đỉnh cao của những nhà soạn nhạc Mỹ |
| Frank Churchill                  |                                        | 1901     | 1942      | Heigh Ho                                                                                           | |
| Harry Partch                     |                                        | 1901     | 1974      | | |
| Henri Sauguet                    |                                        | 1901     | 1989      | | Người đứng đầu trường phái Arcueil |
| Joaquín Rodrigo                  |                                        | 1901     | 1999      | | Một trong những nhà soạn nhạc khiếm thị xuất sắc nhất                                                                                                  |
| Vissarion Shebalin               |                                        | 1902     | 1963      | | |
| William Walton                   |                                        | 1902     | 1983      | | |
| Aram Khachaturian                |                                        | 1903     | 1978      | Sabre dance                                                                                        | Nhà soạn nhạc gốc Armenia xuất sắc nhất |
| Lennox Berkeley                  |                                        | 1903     | 1989      | | |
| Lubomir Pipkov                   |                                        | 1904     | 1974      | | |
| Luigi Dallapiccola               |                                        | 1904     | 1975      | | |
| Dmitri Kabalevsky                |                                        | 1904     | 1987      | | |
| André Jolivet                    |                                        | 1905     | 1974      | | |
| Giacinto Scelsi                  |                                        | 1905     | 1988      | Quattro Pezzi su una nota sola                                                                     | |
| Michael Tippett                  |                                        | 1905     | 1989      | | |
| Verdina Shlonsky                 |                                        | 1905     | 1990      | | Nhà soạn nhạc, nghệ sĩ piano, nhà báo, họa sĩ nữ đầu tiên người Israel                                                                                 |
| Dmitri Shostakovich              | không khung                            | 1906     | 1975      | Jazz suite No.2, Piano concerto No.2                                                               | Một trong những nhà soạn nhạc xuất sắc nhất thế kỷ XX và là một trong những nhà soạn nhạc Xô viết lớn nhất                                             |
| Julian Aleksandrovich Scriabin   |                                        | 1908     | 1919      | | Con trai của Alexander Scriabin, một trong những nhà soạn nhạc chết trẻ nhất với cái chết đầy bí ẩn                                                    |
| Vano Muradeli                    |                                        | 1908     | 1970      | | |
| Leroy Anderson                   |                                        | 1908     | 1975      | Blue tango                                                                                         | |
| Olivier Messiaen                 |                                        | 1908     | 1992      | Sept Haikai                                                                                        | |
| Elliott Carter                   |                                        | 1908     | 2012      | | |
| Grażyna Bacewicz                 |                                        | 1909     | 1969      | | Nhà soạn nhạc nữ người Ba Lan thứ hai có sự công nhận trong nước và quốc tế                                                                            |
| Samuel Barber                    |                                        | 1910     | 1981      | Adagio for Strings                                                                                 | |
| Nino Rota                        |                                        | 1911     | 1979      | Godfather Theme                                                                                    | |
| Gian Carlo Menotti               |                                        | 1911     | 2007      | | |
| John Cage                        |                                        | 1912     | 1992      | 4'33                                                                                               | Sáng tạc ra kỹ thuật đàn piano được chuẩn bị trước. Ông cũng được xếp là nhà soạn nhạc Mỹ có ảnh hưởng nhất thế kỷ XX                                  |
| Conlon Nancarrow                 | \|                                     | 1912     | 1997      | Studies for Player Piano                                                                           | |
| Georg Solti                      |                                        | 1912     | 1997      | | |
| Benjamin Britten                 |                                        | 1913     | 1976      | | Hồi sinh nền opera Anh sau hơn 200 năm nền opera này bị quên lãng bị quên lãng                                                                         |
| Witold Lutosławski               |                                        | 1913     | 1994      | | Là nhà soạn nhạc Ba Lan vĩ đại trong ba thập kỷ cuối cùng của đời mình                                                                                 |
| Henry Brant                      |                                        | 1913     | 2008      | Ice Field                                                                                          | |
| Alberto Ginastera                |                                        | 1916     | 1983      | | Một trong những nhà soạn nhạc của châu Mỹ quan trọng nhất thế kỷ 20                                                                                    |
| Henri Dutilleux                  |                                        | 1916     | 2013      | | Người tạo cho mình một phong cách riêng, không theo bất kỳ trường phái âm nhạc nào đương thời cũng như trong quá khứ                                   |
| Hugo Cole                        |                                        | 1917     | 1995      | | |
| Leonard Bernstein                |                                        | 1918     | 1990      | Mambo                                                                                              | Được coi là "một trong những nhà soạn nhạc Mỹ tài năng nhất và thành công nhất"                                                                        |
| 1945 - 1975                      |                                        |          |           | | |
| Astor Piazzolla                  |                                        | 1921     | 1992      | Libertango                                                                                         | |
| Iannis Xenakis                   |                                        | 1922     | 2001      | | |
| Elmer Bernstein                  |                                        | 1922     | 2004      | Magnicifent Seven Theme                                                                            | |
| György Ligeti                    |                                        | 1923     | 2006      | Hungarian Rock                                                                                     | Được cho là "một trong những nhà soạn nhạc avant-grade quan trọng nhất" và "một trong những người có tư tưởng đổi mới nhất và ảnh hưởng nhất"          |
| Luigi Nono                       |                                        | 1924     | 1990      | | Phát triển opera Ý thế kỷ XX, một trong những nhà soạn nhạc opera xuất sắc nhất thế kỷ XX                                                              |
| Henry Mancini                    |                                        | 1924     | 1994      | Pink Panther Theme                                                                                 | Thỉnh thoảng được cho là một trong những nhà soạn nhạc lớn nhất trong lịch sử phim                                                                     |
| Maurice Jarre                    |                                        | 1924     | 2009      | Lara's theme                                                                                       | |
| Luciano Berio                    |                                        | 1925     | 2003      | Leaf, Piano Sonata, Sequenza XIV for cello                                                         | |
| Pierre Boulez                    |                                        | 1925     |           | Structures, Incises, Dérive 2                                                                      | |
| Andrei Yakovlevich Eshpai        |                                        | 1925     |           | | |
| Morton Feldman                   |                                        | 1926     | 1987      | | Thành viên của trường phái New York |
| Hans Werner Henze                |                                        | 1926     | 2012      | Phaedra                                                                                            | |
| Ştefan Niculescu                 |                                        | 1927     | 2010      | Ison II                                                                                            | |
| Jean Barraqué                    |                                        | 1928     | 1973      | | Người phát triển âm nhạc 12 cung |
| Karlheinz Stockhausen            |                                        | 1928     | 2007      | Kontakte, Sonntag aus Licht, Klang, Fünf weitere Sternzeichen                                      | Duy trì sự tồn tại của âm nhạc điện tử |
| Ennio Morricone                  |                                        | 1928     |           | A firstful of dollars, Farewell to Cheyenne, For a few dollars more, The good the bad and the ugly | |
| Einojuhani Rautavaara            |                                        | 1928     |           | | |
| Toru Takemitsu                   |                                        | 1930     | 1996      | | Có những tác phẩm được xếp vào hàng ảnh hưởng nhất thế kỷ XX                                                                                           |
| Martin Boykan                    |                                        | 1931     |           | Piano Trio No. 3, Rites of Passage, Piano Sonata No. 3, Sonata for violin and piano No. 2          | |
| Rodion Shchedrin                 |                                        | 1932     |           | | |
| John Williams                    |                                        | 1932     |           | Superman Theme, Rebel Blockade Runner, Imperial March, Back to the Future Theme                    | Nhà soạn nhạc phim thành công nhất |
| Krzysztof Penderecki             |                                        | 1933     |           | | |
| Alfred Schnittke                 | Tập tin:Alfred Schnittke 1934-1998.jpg | 1934     | 1998      | Polka                                                                                              | |
| Terry Riley                      |                                        | 1935     |           | | Nhà soạn nhạc theo chủ nghĩa tối thiểu |
| Arvo Pärt                        |                                        | 1935     |           | Fratres for cello and piano                                                                        | Nhà soạn nhạc Estonia lớn nhất |
| La Monte Young                   |                                        | 1935     |           | | Được coi là một trong những nhà soạn nhạc theo chủ nghĩa tối thiểu hàng đầu                                                                            |
| Steve Reich                      |                                        | 1936     |           | Three Tales, Music for 18 musicians                                                                | Người tiên phong cho chủ nghĩa tối thiểu trong cuối thập niên 1960                                                                                     |
| Philip Glass                     |                                        | 1937     |           | | Một trong những nhà soạn nhạc ảnh hưởng nhất nửa cuối thế kỷ XX Ông được xếp là "Những nhà chủ nghĩa tối thiểu lớn"                                    |
| Eugen Doga                       | không khung                            | 1937     |           | My sweet and tender beast, Opera "Dialogues of Love", Gramaphon, Ballet "Luceafarul"               | Nhà soạn nhạc Moldova lớn nhất. Một trong những nhà soạn nhạc tài ba và đa năng nhất thế kỷ XX                                                         |
| John Tavener                     |                                        | 1944     | 2013      | | Trở thành một trong những nhà soạn nhạc xuất sắc nhất và phổ biến nhất trong thế hệ của mình                                                           |
| Karl Jenkins                     |                                        | 1944     |           | Palladio: Allegretto                                                                               | Nhà soạn nhạc xứ Wales xuất sắc nhất |
| John Adams                       |                                        | 1947     |           | | Nhà soạn nhạc theo chủ nghĩa tối thiểu |
| Andrew Lloyd Webber              |                                        | 1948     |           | | Tác giả của Bóng ma trong nhà hát, vở nhạc kịch thành công nhất mọi thời đại                                                                           |
| 1975 - 2000                      |                                        |          |           | | |
| Tan Dun                          |                                        | 1957     |           | | Trở thành đại sứ thiện chí UNESCO năm 2013 |
| Vangelis                         |                                        | 1958     |           | Conquest of paradise                                                                               | |
| Vladimír Franz                   |                                        | 1959     |           | | Xăm 80% lên cơ thể |
| John Powell                      |                                        | 1963     |           | | |
| Christoph Brüx                   |                                        | 1965     |           | | |